# 亚洲艺术史

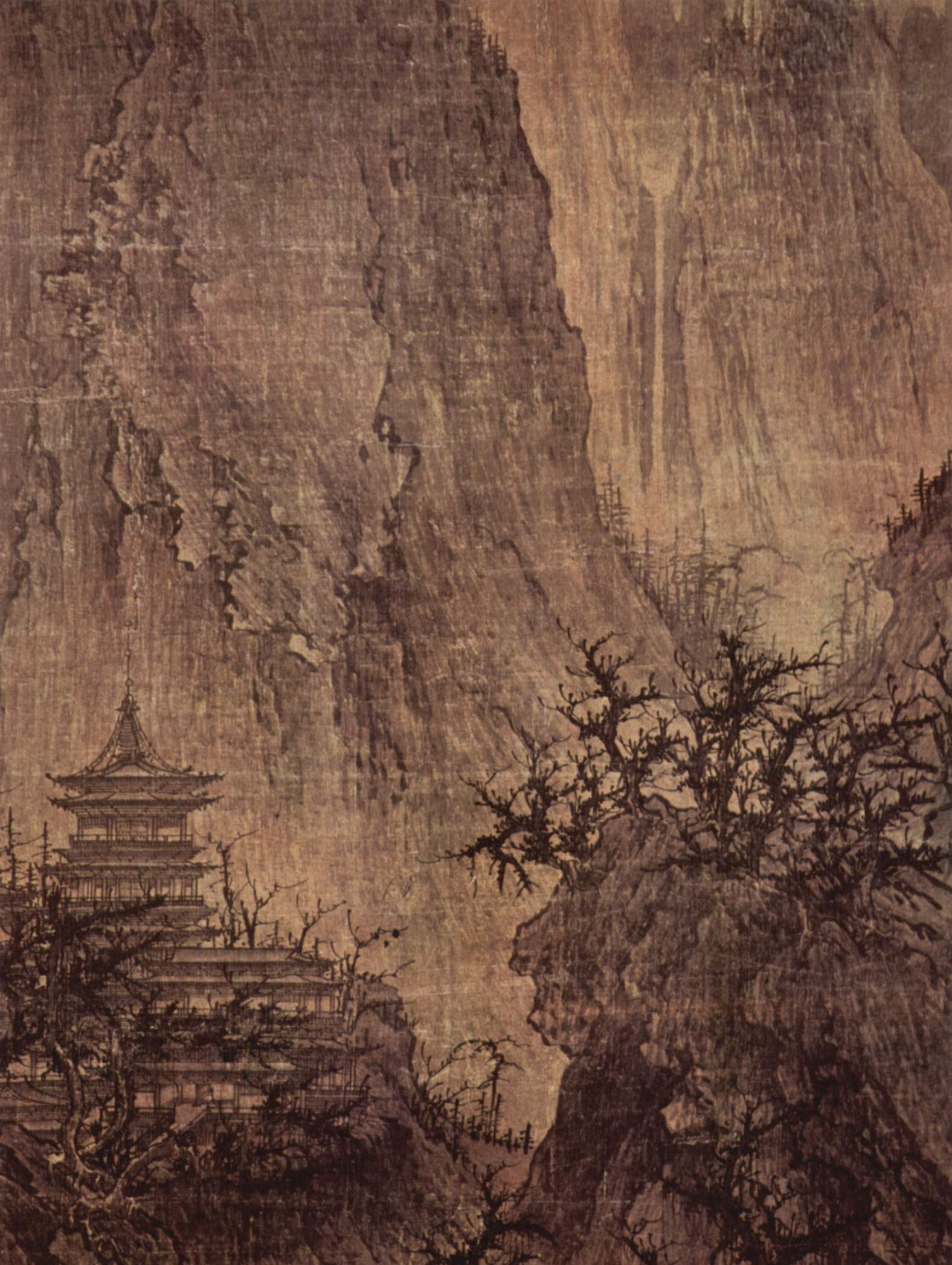
李成，〈晴峦萧寺图〉，中国，11世纪，111.76厘米、55.88厘米，墨与丝，现藏于納爾遜-阿特金斯藝術博物館, 堪薩斯城 (密蘇里州)

亚洲艺术史或东方艺术史，包含了各类文化和宗教的广泛影响。亚洲艺术史与西方美术史在时间上为平行发展，但大体上早上几世纪开始出现。 中国美术史、印度艺术史、 韩国艺术、日本藝術 都对西方艺术史有着不同程度上的影响，而相应的，西方美术对东方美术也有着不同的影响。近東艺术同样对西方艺术史有着重要的影响。 除开原始藝術外，美索不达米亚艺术（现伊拉克，西南亚，约公元前7600年）代表了最古老的亚洲艺术形式。

## 佛教艺术

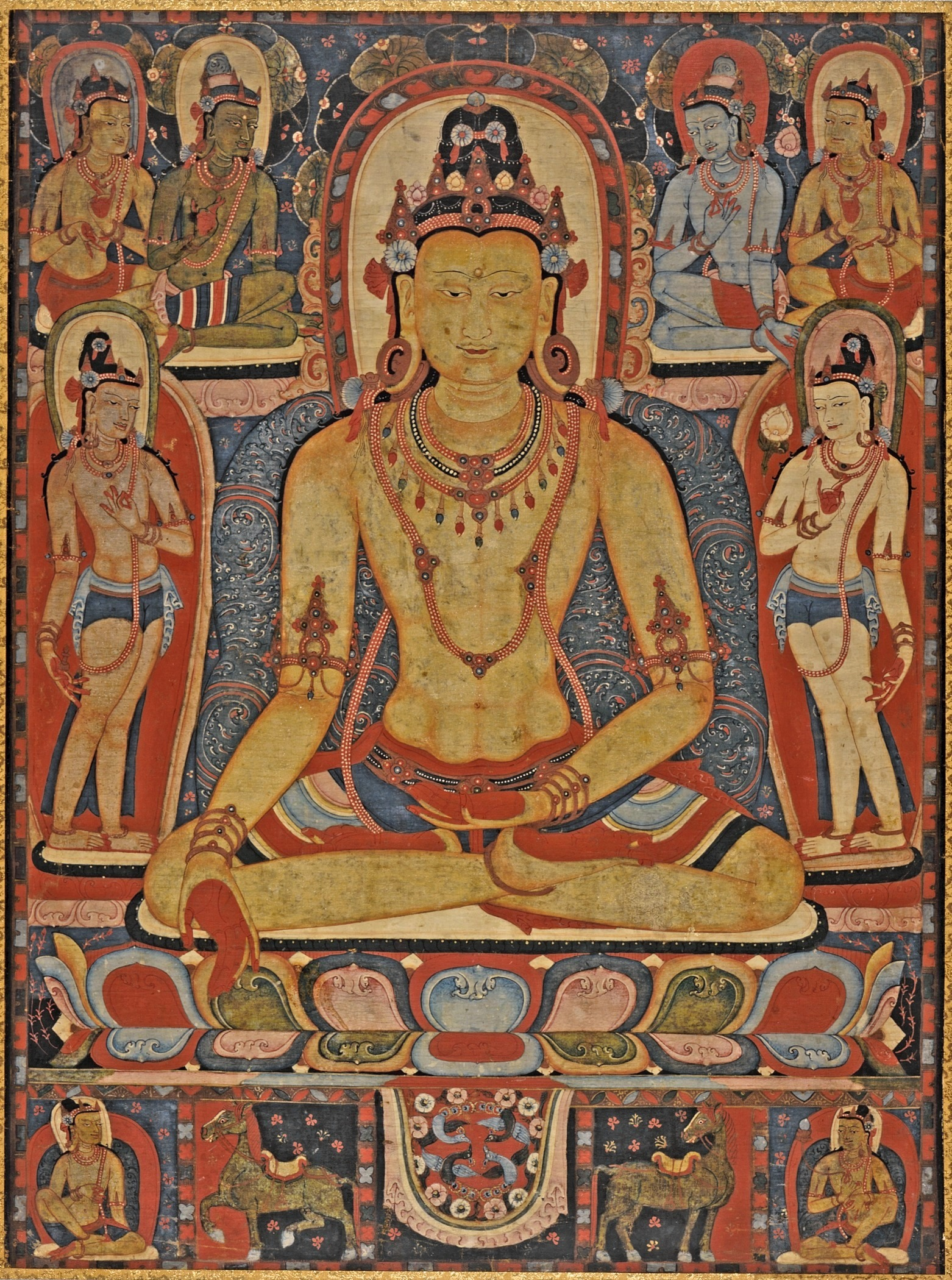
吉那（Jina）宝生佛像，卫藏， 噶当派寺庙，公元1150–1225年。

佛教艺术起源于印度次大陸，并在公元前5-6世纪因释迦牟尼迅速发展壮大，但还未接触其他文化。而后随着佛教在各个国家传播，佛教艺术也随着佛教信徒在各个国家传播，发展和演化。佛教艺术随着传播分为两支：一支向北向中亚和东亚形成北佛教艺术，另一支则向南亚发展形成南佛教艺术。在印度，佛教艺术蓬勃发展，甚至对印度教艺术产生了深远的影响。这种影响直到公元10世纪伊斯兰教在印度发展壮大才随之消失。
在各类精神上的传统中，曼荼罗被求道者和行者们用来集中精神，对于他们是一种精神上的教学工具，用于创建一个“神圣的空间”，并作为冥想和出神的辅助工具。曼荼罗在象征意义上可以帮助个人“进入更深层的无意识领域，最终帮助修禅者体验一种由宇宙中万物合为一体的，终极的，神秘的大统” 精神分析学家卡尔·荣格将曼荼罗视为“一个无意识自我的中心的体现”， 并认为曼荼罗绘画可以帮助辨认情绪失调，并最终使该个体达到人格上的统一。 

## 不丹艺术

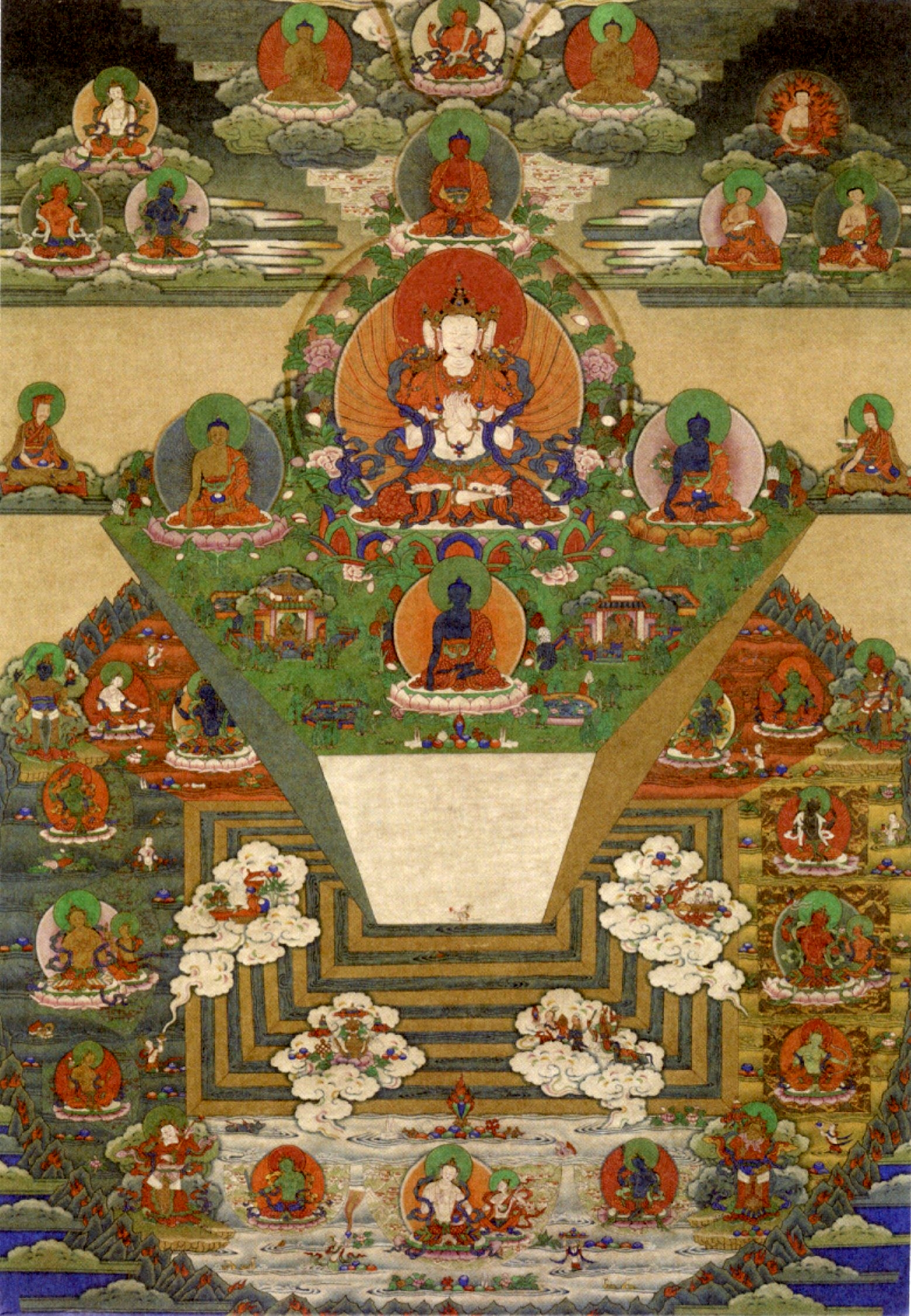
须弥山和佛教宇宙，不丹唐卡，公元19世纪，通萨，不丹

不丹艺术与藏族艺术非常相似。它们都同样基于密宗和表现（佛教）万神殿的圣神性。
不丹主要的佛教作品大都基于竹巴噶舉派和宁玛派。前者是噶舉派的一个分支，并以其用绘画记录佛教大师的派别和基堪布 (不丹寺院的领导人)为世人所知。宁玛派，其较为著名的绘画作品蓮花生，记录了一位于公元7世纪将佛教引入不丹的大士。神话传说中提到，蓮花生大士为不丹未来的佛教大师，特别是白玛林巴，将神圣的宝藏藏于不丹以供寻找。伏藏師 (佛教寻宝人)同样也是宁玛派艺术作品中常用的主题。
在不丹神话艺术中，每个神灵都被赋予特殊的形状，颜色和/或相应的物体，比如莲花，海贝壳，雷霆，乞讨碗等等。每个神圣的画像都有其特殊的规格，并在几世纪以来一直保持不变。

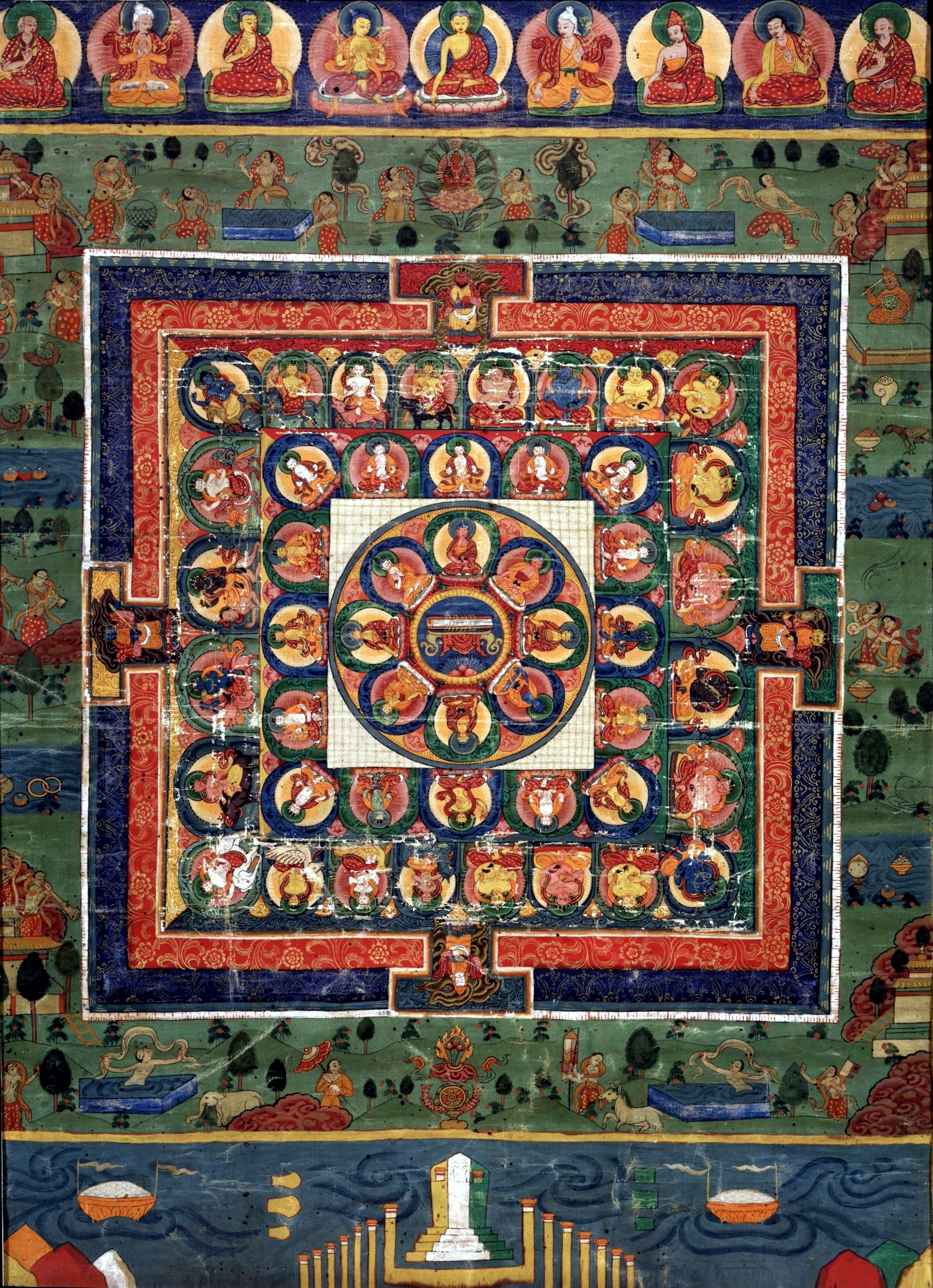
不丹人藥師佛曼荼羅和其中心的般若经，绘画，19世纪，鲁宾艺术博物馆。

不丹艺术中青铜作品尤为丰富，并被称为Kham-so (意为制作于康區)，哪怕它们事实上来自整个不丹。这是因为青铜作品的制作方法最初是由藏区的东区，一个称为康區（Kham）的地方传来的。 该地区的壁画和雕塑都是基于佛教艺术多年来的沉淀创作的。尽管很多艺术作品的细节都来取自藏族模型，人物和艺术作品都被大量服饰和闪闪发光的装饰品包裹，但它们的起源很容易辨别。值得注意的是，因为恶魔世界的怪异和多样化，艺术家们拥有相比制作神像更多的自由和发挥空间。
不丹的艺术和工艺被誉为“喜马拉雅王国的精神和身份”，并被定义为Zorig Chosum的艺术，意为“不丹的十三种工艺品”；这十三种工艺品为木工，绘画，造纸，打铁，缝纫，雕塑等等。位于廷布的Zorig Chosum 研究所（以及艺术学院）是由不丹政府成立的专用于研究传统艺术与工艺的主要机构之一，目标是维护不丹丰富的文化和传统，培养学生学习以及传承传统的艺术形式；还有一所类似的研究院（学院）位于不丹东部，名为Trashi Yangtse。 不丹的乡村艺术作品大都储存在位于廷布的‘福克河提埃琪博物馆’。在延布还设有“志愿艺术家工作室”，用于宣传和鼓励延布的青少年学习艺术知识。

## 柬埔寨艺术

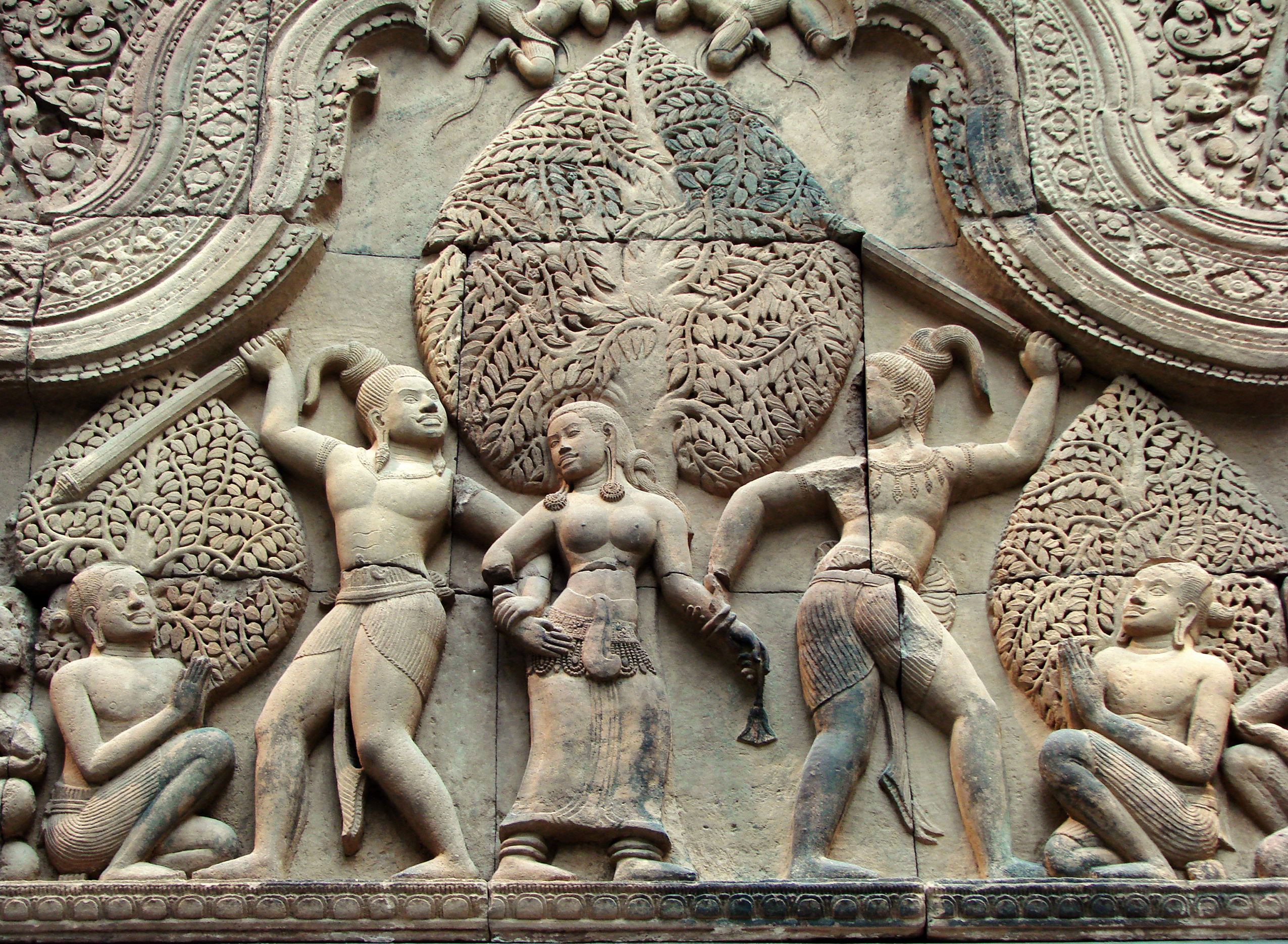
女王宫的石雕，吴哥古迹

柬埔寨艺术 以及柬埔寨的文化包括丝绸编织、银饰、石雕、木雕、漆器、陶器、瓷器、寺庙壁画、草编和风筝制作，有着丰富而久远的历史，并被印度文化深刻影响。有趣的是，柬埔寨同样深刻的影响了泰国和老挝的艺术文化。通过柬埔寨的历史我们得知，柬埔寨艺术主要受宗教启发。在过去的两千年中，一些柬埔寨人从当地信仰，佛教，印度教的多重影响中发展出了一种特别的高棉族信仰，称为泛靈論，大意为万物皆有灵。印度文化和其文明造物，包括其语言和艺术于公元1世纪左右传播到了东南亚区域。史学家如今达成的共识是航海商人在于印度和中国贸易时，将印度风俗和文化带到了泰国和太平洋沿海的各个港口。第一个因此获益的国家地区为扶南。在漫长的时间里，柬埔寨文化也吸收了来自爪哇族，中华文化，老挝文化和泰国的文化元素。

### 柬埔寨视觉艺术
柬埔寨视觉艺术的历史可以追溯到十几世纪以前的古代工艺；高棉艺术在吴哥时期发展到顶峰。传统柬埔寨艺术和手工艺包括梭织，银器锻造，石雕工藝，漆器，陶器, 吴哥壁画和风筝制作。从20世纪中期开始，现代艺术的苗头开始在柬埔寨显现，但在20世纪后期开始衰败。原因有许多，其中之一是红色高棉开始杀害艺术家。柬埔寨近期正在经历由当地政府，非政府组织和来自各国的游客支持的艺术复兴。

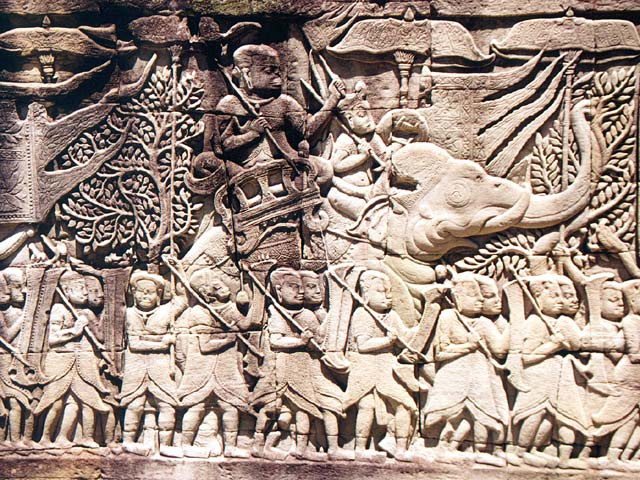
石质浮雕，现位于巴戎寺，描述了柬埔寨军队和占族交战的场景，刻于公元1200年。

高棉雕塑指的高棉帝国的石雕,其领土范围与如今柬埔寨相比大上很多，统治了该地区自公元9世纪至13世纪约4个世纪之久。这其中最著名的例子便是吴哥古迹，其在当时象征帝国的王座。
从公元7世纪开始，高棉雕塑开始摆脱印度教的影响：仿埃及前笈多王朝的佛教雕像，仿印度帕拉瓦王朝的印度雕像；并通过不断个性化的发展演变，高棉雕塑发展出了自己的独特风格，并在公元10世纪之前被认为已经发展完善，登峰造极了。高棉雕塑的发展很快超出了宗教范围，并开始以神仙和女神的名义为借口雕刻宫廷人物。但同时它也是一种个性化的自我完善和发展的手段和契机，就像一种试验场。我们可以发现，高棉王国的社会背景构成为理解和发展这门艺术提供了第二助力，但是我们也可以想象在一个更为独特的层面上，有一小群可敬的知识分子和艺术家对这门技艺熟练掌握，提炼精粹并发扬光大。

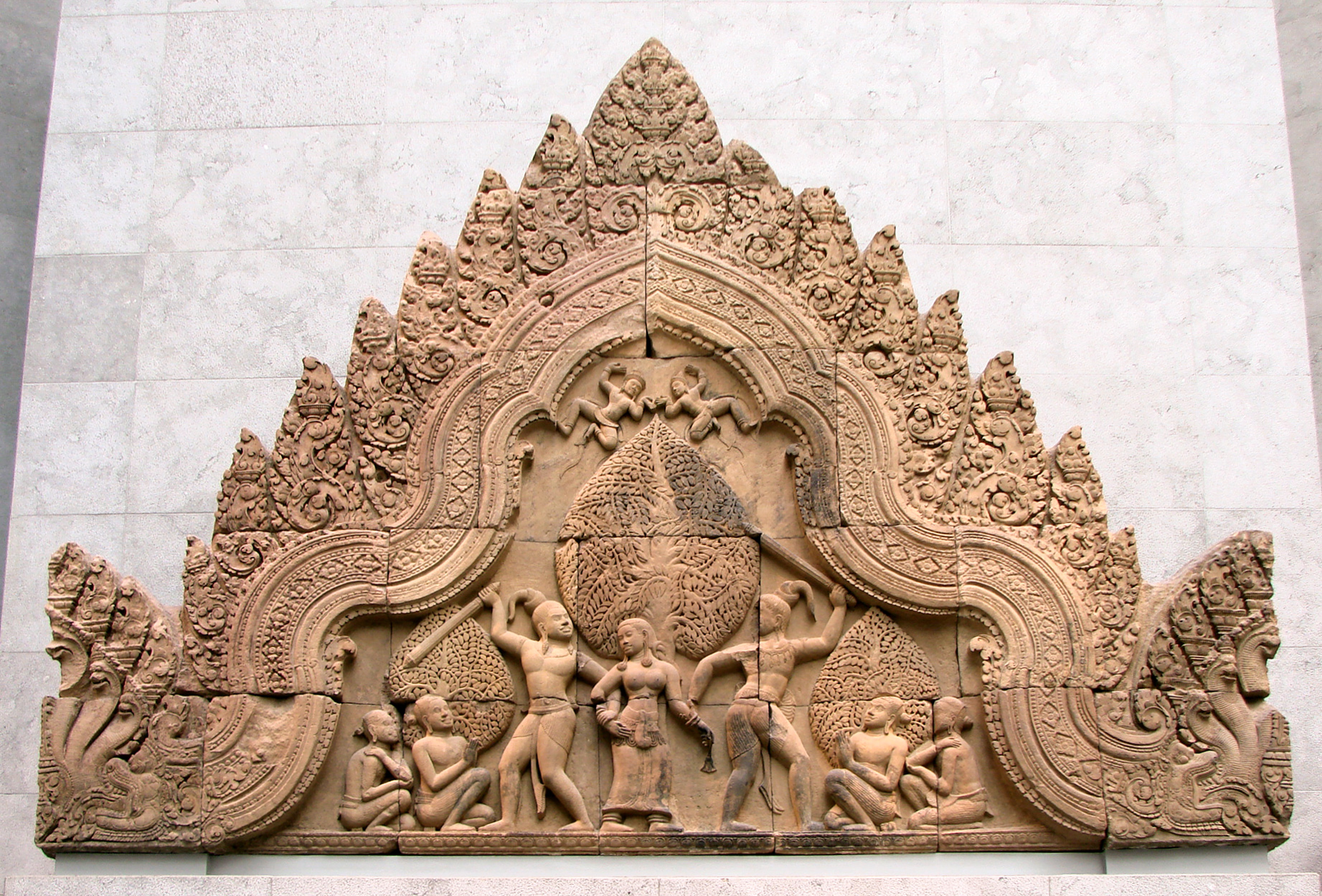
吴哥浮雕

## 中国艺术
中国艺术与中国历史共存共荣, 并根据中国朝代和不断进化的科技技术归类于不同朝代的作品。不同形式的艺术收到那时伟大的哲学家，先生，宗教形象甚至政治领导人的深刻影响。中国艺术包括纯艺术，民間藝術和行为艺术三个大分类。中国艺术，无论古代还是现代，都是源于并被中国艺术家和表演者发扬光大的。

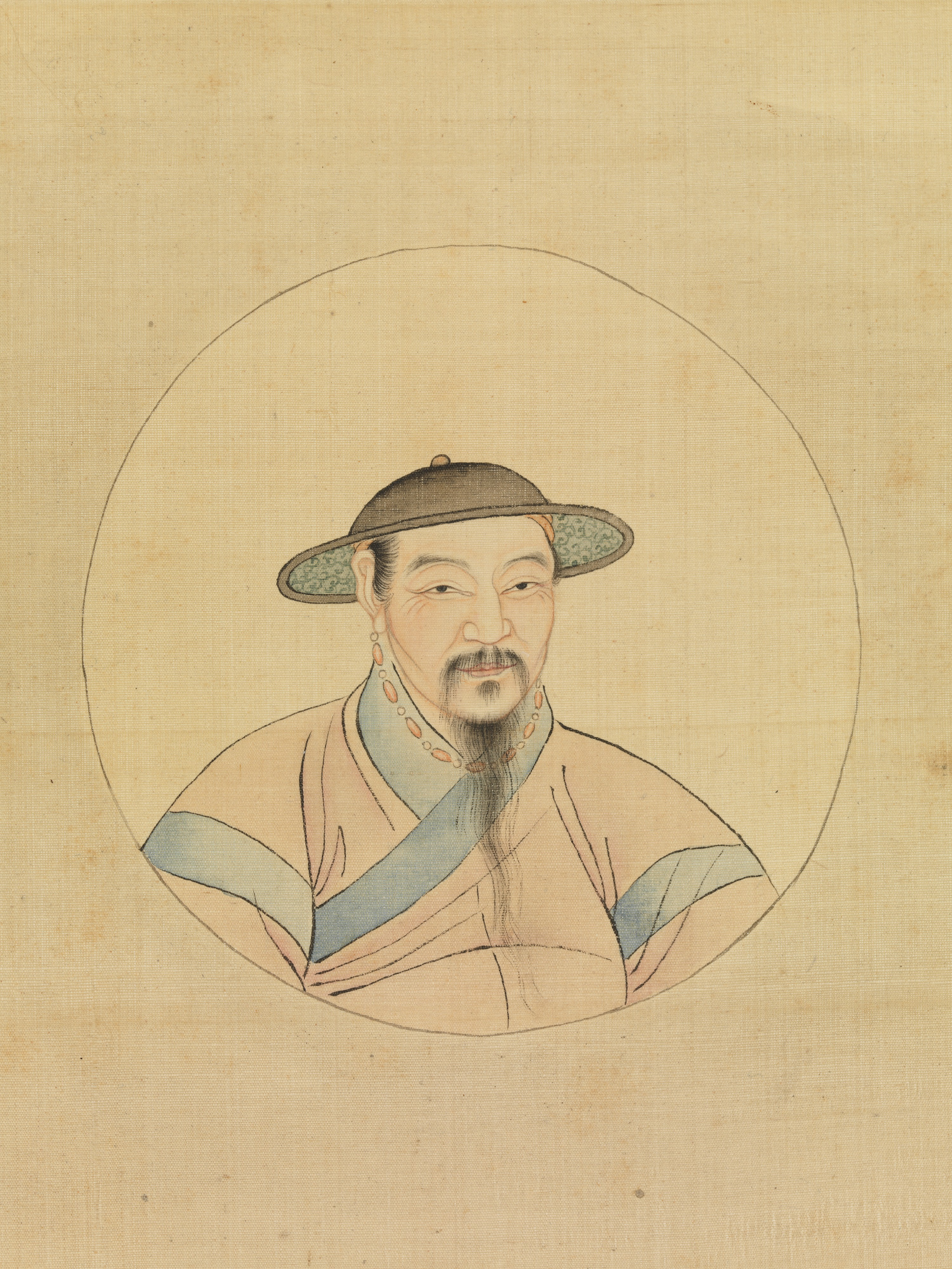
趙孟頫像，复制品，现藏于大都會藝術博物館

在宋朝，诗歌形式被称为词 (文学)，是一种表达个人感受，理想的诗歌形式。同时在宋朝，山水画也发展出了更为精妙的技法，画师通过模糊山水的轮廓表现物体的远近和深度，通过对自然景象的“印象派”处理使得作品更自然有韵味。在这个时期，绘画相比之前更强调其中蕴含的精神而不是情感。曲是位于近代上海附近的昆山市地域，于宋代发展起来的现存最古老的戏曲形式。在元朝，由中国画家趙孟頫所作的绘画深刻的影响了后来的中国山水画风格，而元朝戏曲成为了中国戏曲的变体，并发展为今天的粵劇。

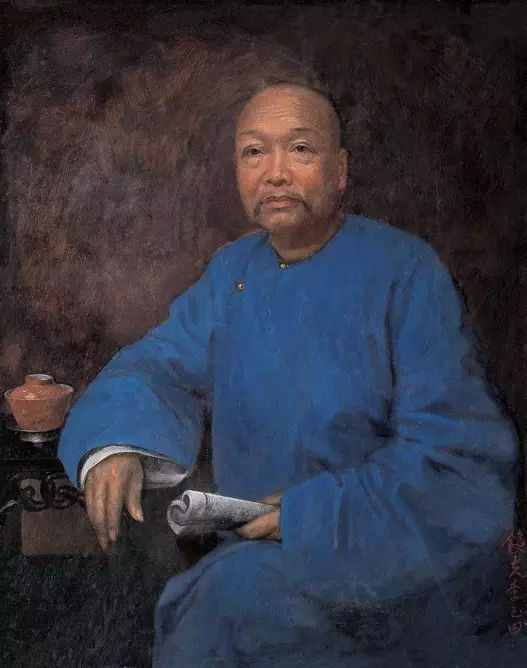
《康有為像》李鐵夫 1904年 布上油畫 70.7×56cm

### 藏族艺术

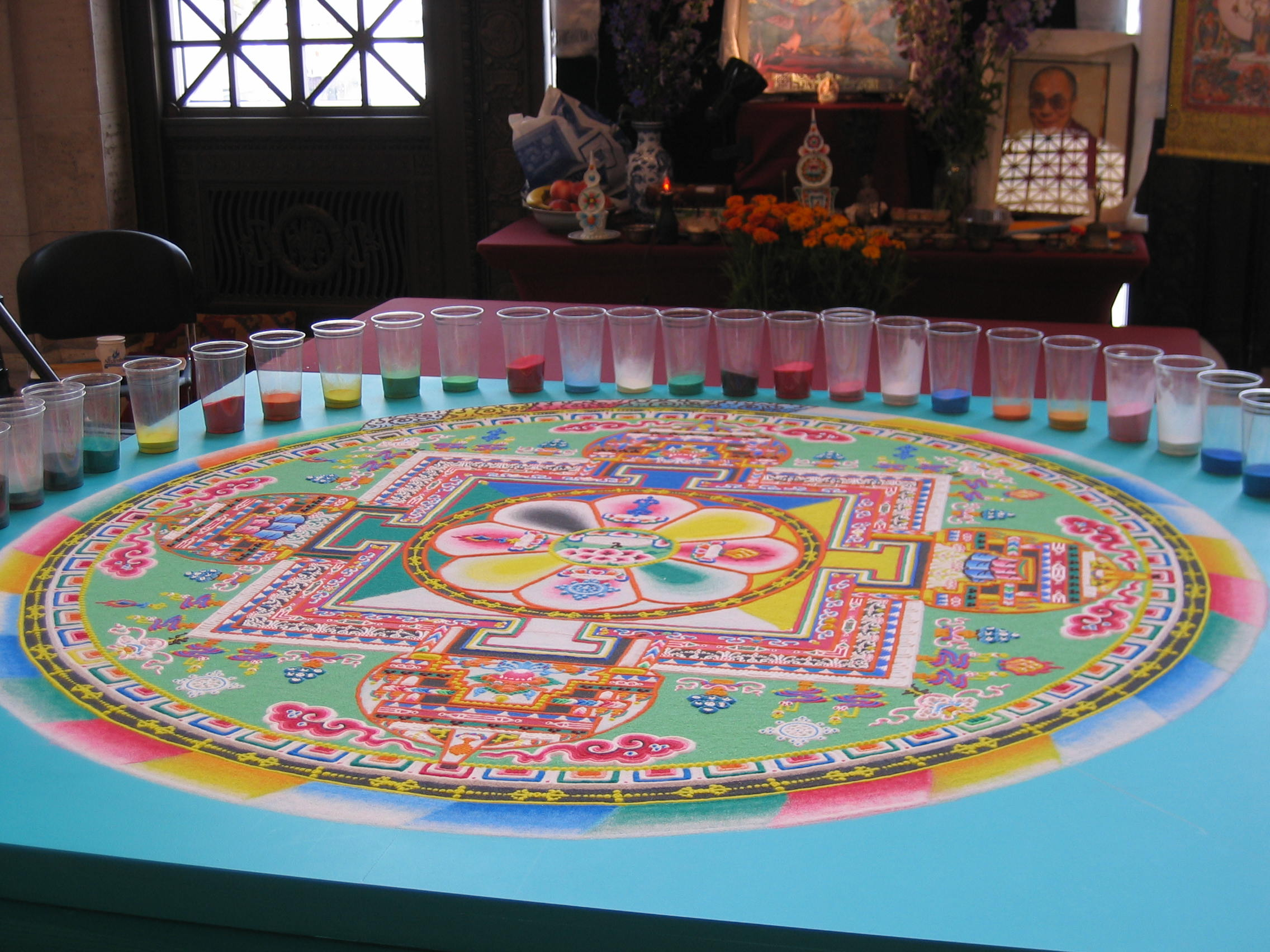
藏傳佛教,Sand mandala，创作者正在摆放所需的材料

藏族艺术现被视为藏区的艺术作品和文化，但也可代表前喜马拉雅山脉王国(包括不丹，拉達克，尼泊尔，和锡金)的艺术作品及文化。藏族艺术的前身是一种宗教艺术，并反映了当时藏传佛教对于藏区文化的统治力和影响力。沙坛城(藏語: kilkhor)是藏传佛教的一种传统的艺术形式，其在传统上象征了事物的短暂性。作为佛教经典的一部分，所有的事物都应该被视为短暂而易逝的。沙曼荼羅就是这个概念的一个例子，一旦这个作品制作完成，伴随着仪式展示完毕，就会被按一定的流程摧毁。
在公元前4世纪，大乘佛教第一次作为独立的佛教流派出现，它强调了菩萨这一概念，一种放弃自我涅槃而帮助他人轮回的存在。Akira, Hirakawa (translated and edited by Paul Groner)(1993. A History of Indian Buddhism. Delhi: Motilal Banarsidass</ref>在大乘佛教早期，菩萨也是各类艺术作品，雕塑的题材。藏传佛教作为大乘佛教的后代，也继承了这一传统。但是密宗（或佛教密宗）作为另一个主要流派可能在藏族艺术文化中具有压倒其他所有流派的重要影响。藏族艺术中通常描绘的菩萨是聖觀音（Avalokitesvara），她/它/他经常被描绘成千手万握的圣人，每只手中间都有一只眼睛，代表着能聆听到我们一切请求的全知全能者。这种神圣的存在也可以理解为一个本尊，或者密宗中的“修行佛”。
藏传佛教包括了密宗佛教（Tantric Buddhism），或密宗（Vajrayana），该名词的由来来自佛教中通用的象征：金刚（vajra），意为“钻石霹雳”（diamond thunderbolt，在藏語中称为dorje)。典型的藏传佛教艺术大部分可以看作是密宗艺术概念的一部分。密宗在传统冥想中加入了许多可视化，想象的元素，因此大多数密宗艺术被认为是用来辅助密宗可视化冥想的工具，以及代表本尊，曼荼羅等概念和仪式的实物。

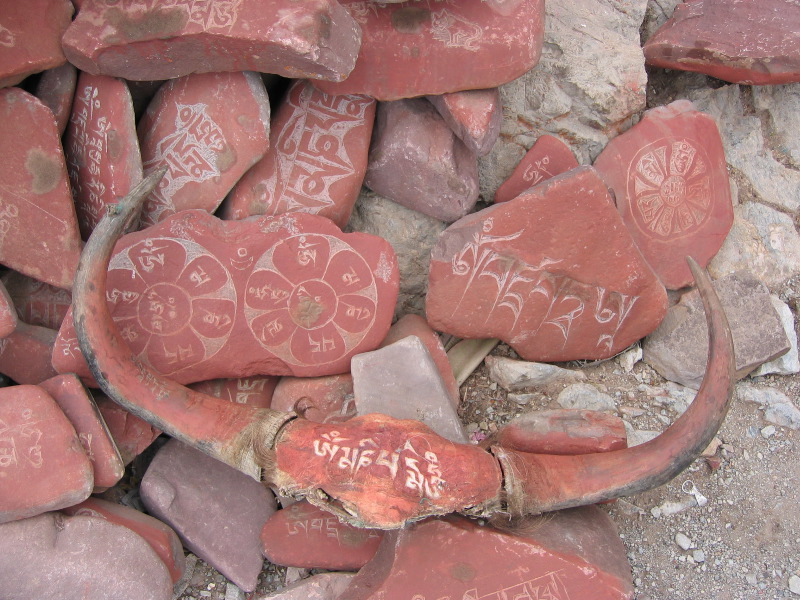
在藏区，许多佛教教徒把佛教咒文刻在石头上以示他们的虔诚。

在视觉上代表密宗佛教的元素一般是忿怒尊，一般由愤怒的面孔，火焰组成的圆圈或死者的头骨组成。这些图像一般代表保护者(梵语：dharmapala，護法神)，但他们狰狞的表象和举止掩盖了他们富有同情心的天性。事实上，他们的愤怒代表了他们对保护法 (印度哲學)及其传承，一些特殊的密宗仪式，和防止腐败或破坏行为的奉献精神。他们认为在心理上，愤怒的态度可以督促密宗教徒不产生消极情绪。 

史学家们认为中国画对于藏区绘画有着非常深刻的影响。从十四至十五世纪开始，西藏绘画融入了许多中国的元素，在公元十八世纪中国绘画对西藏视觉艺术的影响到达了一个新的高峰。根据朱塞佩·特治所说，到了清朝，“一种全新的藏族艺术出现了，它在某种意义上被视为一种对中国18世纪的造作的繁荣在省级层面上所做出的回应。”

## 印度艺术

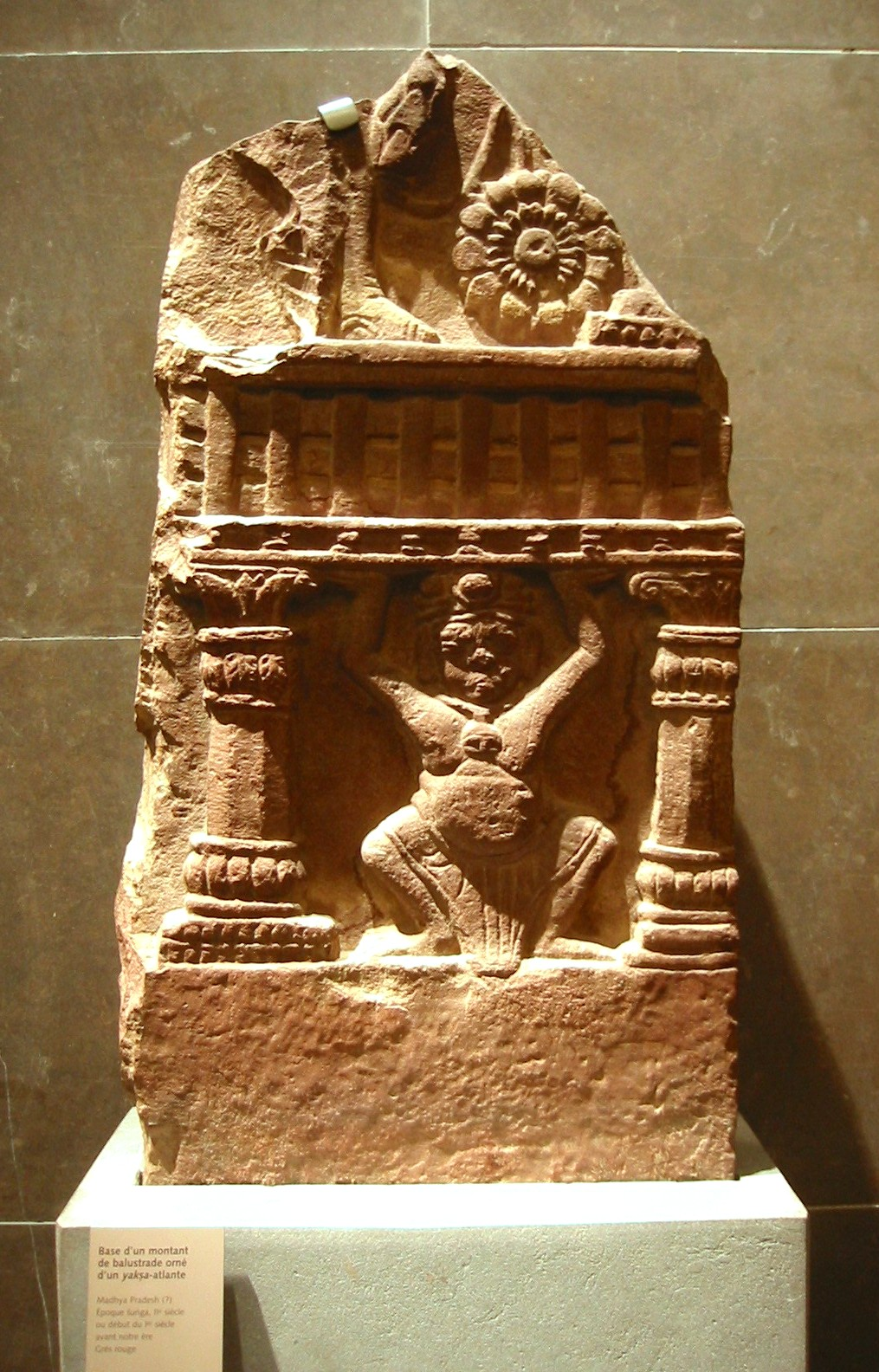
手扶栏杆的夜叉, 中央邦（省），印度， 巽伽王朝时期，（公元1-2世纪)。现藏于吉美国立亚洲艺术博物馆。

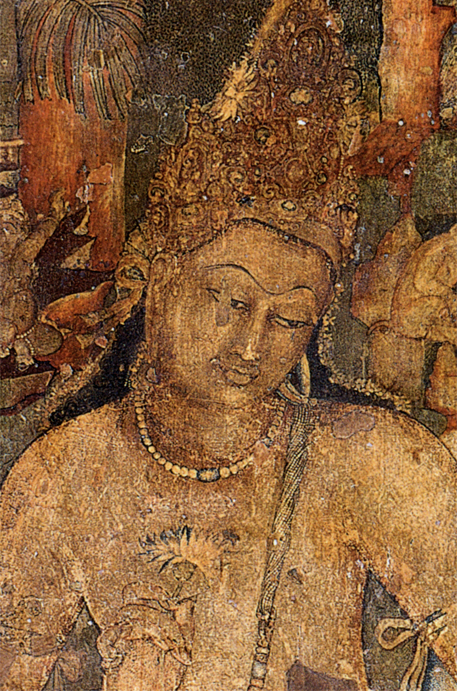
阿旃陀石窟内的壁画，公元450–500年

印度艺术可以分为具体的各个时期（朝代），并能很明显的体现其宗教，政治和文化发展元素。印度艺术最早的例子是岩刻，比如从比莫贝特卡石窟发现的作品最早可以追溯到公元前5500年。这样的作品创作持续了足足几千年。稍晚时期的例子有位于马哈拉施特拉邦的埃洛拉石窟的雕柱，和阿旃陀石窟和埃洛拉石窟的湿壁画。及通用圖像藝術上
特别的时期：
- 印度教与佛教主流时期，公元前3500年-至今
- 伊斯兰教主流时期，公元712–1757年
- 被殖民时期，公元1757–1947
- 独立与后殖民主义时期，1947年后期
- 印度现代与后现代艺术[34]

其中一种来自印度并广受欢迎的艺术被称之为蓝果丽。这是一种沙画，它用精研的白色和各色粉末制作，是一种装饰品，在印度家庭中非常常见。
印度的视觉艺术（雕塑，绘画和建筑）与非视觉艺术密切相关。根据Kapila Vatsyayan（印度著名艺术家）所说：“传统印度建筑，雕塑，绘画，文学（kaavya），音乐和舞蹈都有它们自己长期发展而来的独特规则与媒介，但它们不仅通过其内在的印度宗教哲学思想和精神信仰互相紧密关联，并且其精神信仰和细节上的表达方式之间的联系也非常相似。”了解印度艺术最好的方法是通过理解印度的哲学思想，泛文化和历史，社会，宗教和政治背景而达成的。

## 印度尼西亚艺术

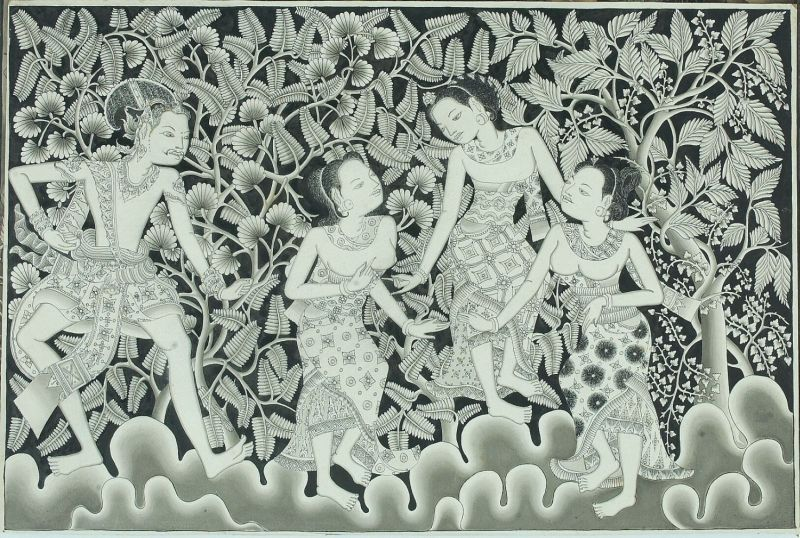
峇里艺术：潘吉王子于林中遇见三名妇女

印度尼西亚艺术和文化是由印度尼西亚土著艺术和多方外国文化互相影响塑造而成的。 印度尼西亚是古代远东和中东贸易路线的核心，因此导致许多外国文化深刻的影响了印度尼西亚艺术和文化。这些外来文化包括印度教，佛教，儒家和伊斯兰教，并在贸易城市中都非常兴盛。印度尼西亚艺术文化是由复杂的多方外来文化和其土著文化混合发展出的最终结果。
印度尼西亚绘画并不闻名，但其结构复杂，富有表现力，通常表现自然景色和传统舞蹈主题的巴厘岛绘画名声在外。

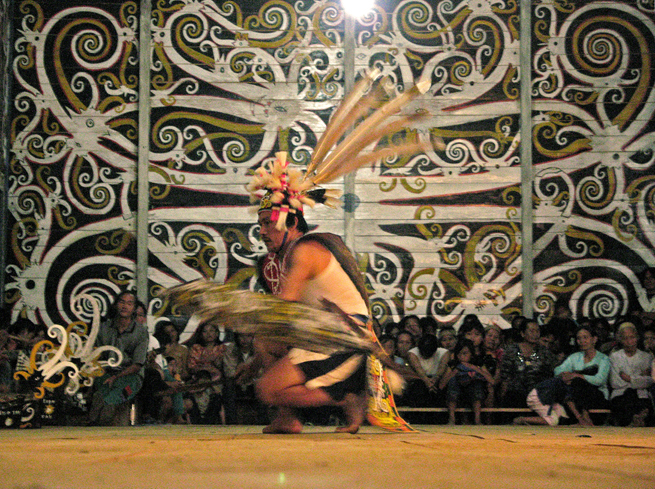
Long Nawang的Kenyah people壁画，東加里曼丹省。

一些例外包括以南島語系为基础的肯亚人，他们的绘画内容基于当地的自然人文景观，比如灌木，树林，狗，犀鸟和人等等。在東加里曼丹省的Apo Kayan地区，Kenyah Dayak 长屋的墙上仍留有这些装饰。
印度尼西亚有着相对较长的一段青铜时代和铁器时代，但在其后来的公元8-10世纪，印度尼西亚的艺术，包括独立艺术和寺庙，或宗教艺术发展迅速，在当时尤为兴盛。

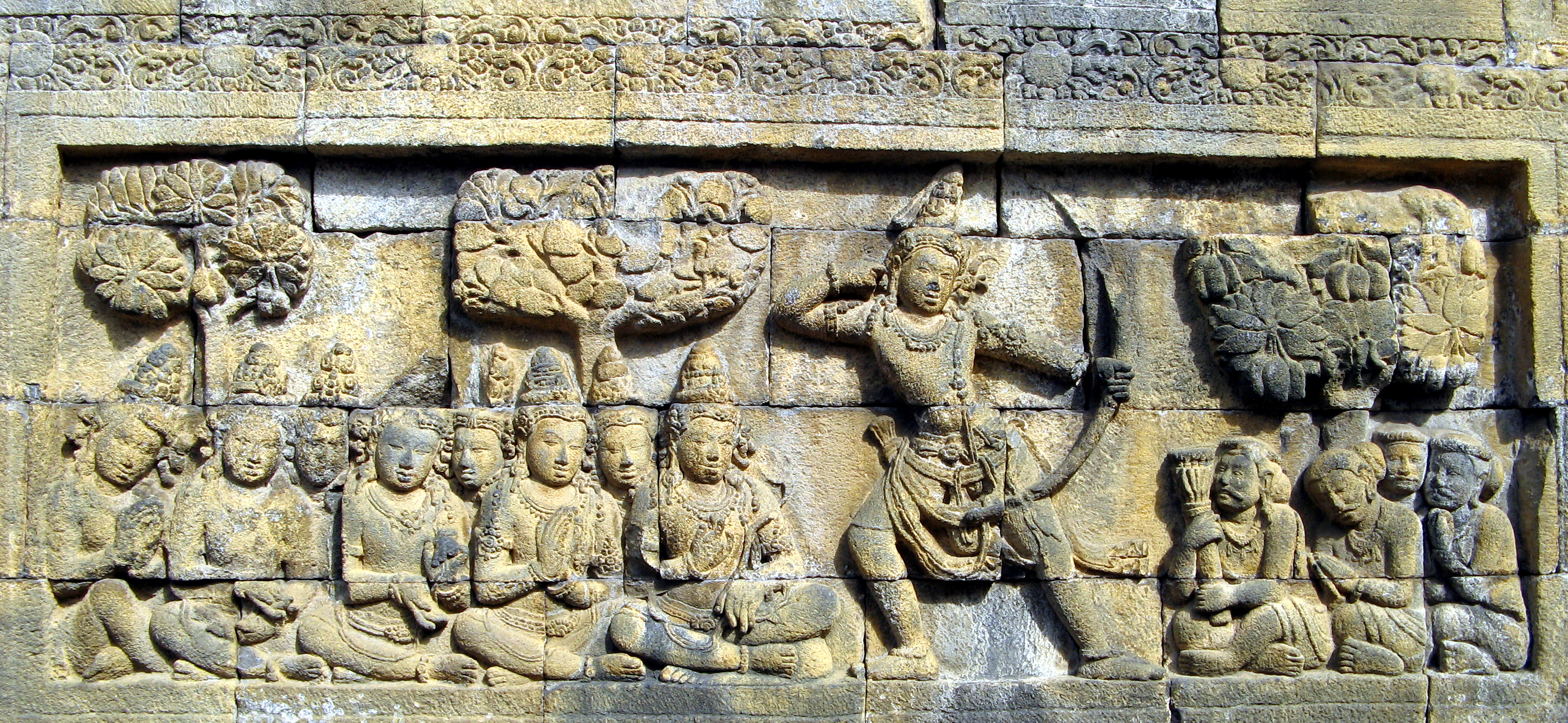
来自婆羅浮屠庙内的浮雕，公元760-830年

在这段时期出产的艺术品中，最值得关注的是位于爪哇岛岛中心婆羅浮屠庙中长达数百米的浮雕。该浮雕大约有两英里长，描述了释迦牟尼生活和教学的场景。这片浮雕，以及寺庙中其他艺术品和寺庙本身都显示了一定程度上的印度元素。这座庙此前供奉着504座坐姿佛像。
印度尼西亚的书法大多数来自或基于古兰经，这些书法很多被作为装饰品和艺术品，因为伊斯兰教教义禁止制作描绘自然景物的艺术品。在近代以及现代，一些外来艺术家来到印度尼西亚，并持续影响着印度尼西亚的艺术风格。现代印度尼西亚的艺术家有着非常多不同的艺术风格和主题。

### 峇里艺术

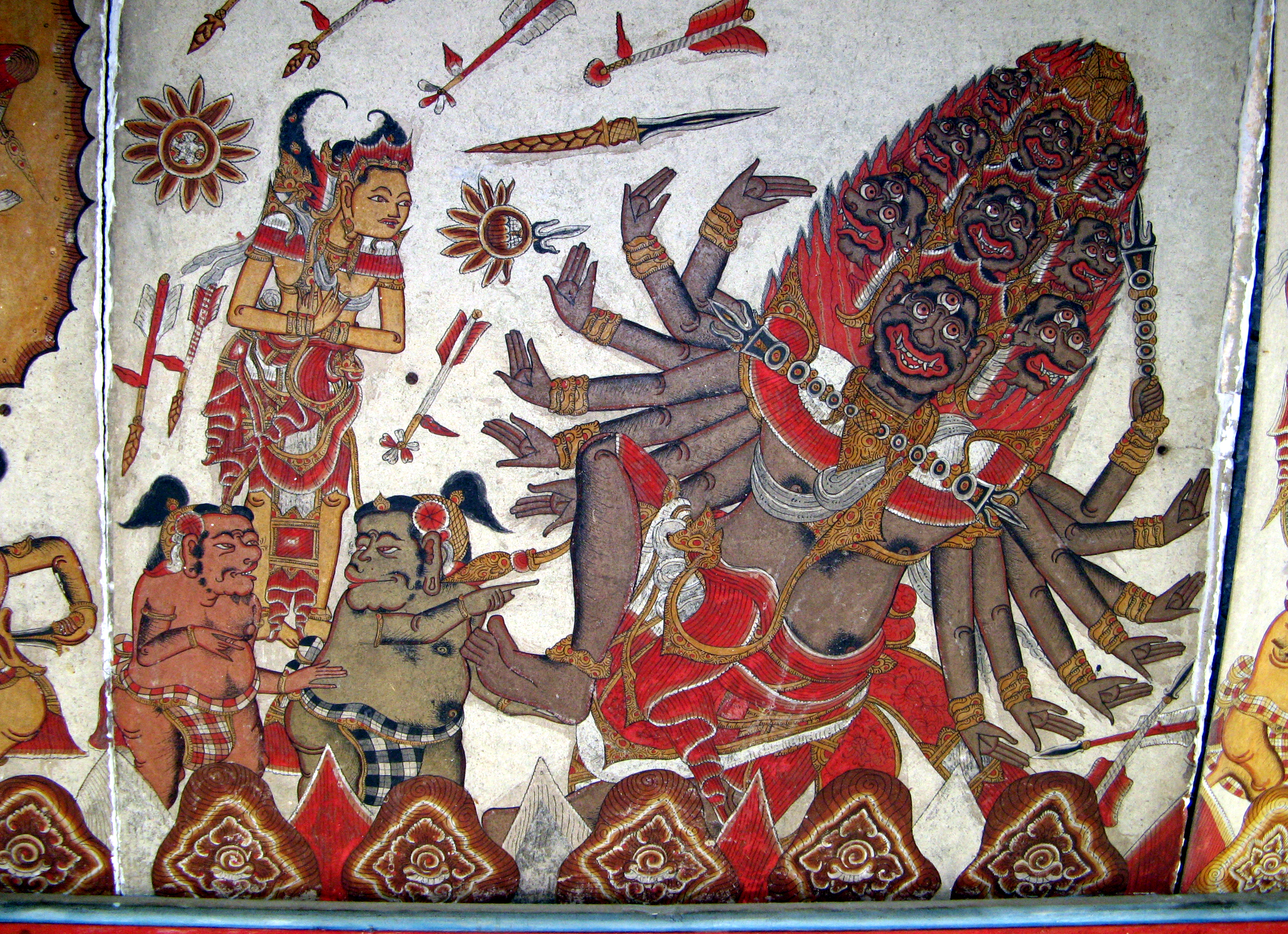
罗摩衍那，巴厘岛绘画，描绘了罗摩对阵Dasamukha（罗波那）的场景，来自巴厘岛司法亭（Kerta Gosha）。

峇里艺术是作为印度教徒的爪哇岛人所创作的艺术，起源于满者伯夷的艺术作品,并于13世纪后期发展到巴厘岛。
公元16世纪到20世纪，Kamasan市的一个村庄，克隆孔（Klungkung，位于巴厘岛东部)，曾是古典峇里艺术的中心。在20世纪早期，各式各样的新峇里艺术开始发展。到20世纪晚期乌布德和其相邻的村庄开始享有“峇里艺术中心”的声誉。乌布德和巴图布兰以其绘画闻名，Mas（如今为Mas雕刻中心为一处旅游景点）以其木雕闻名，苏卡瓦堤（Celuk）以其金银器锻造闻名，兰石雕村（或巴图布兰，Batubulan）以其石雕闻名。Covarrubias 将峇里艺术描述为：“...一种高度发展的非正式巴洛克式民间艺术，它将农民的活力与印度教的古典主义的完美结合起来，并摆脱了传统宗教的保守和偏见，发展出了热带地区独有的恶魔般的原始粗犷”。Eiseman指出，巴厘岛艺术实际上是雕刻，绘画，编织，这类随时能投入到日常使用的作品，而不是“对象艺术”（意为刻意为了成为艺术品而制作的艺术）。
在二十世纪二十年代，随着许多外籍艺术家的到来，巴厘岛成为了一个艺术家的聚集地。在更近纪念，一些前卫艺术家，如 沃尔特斯拜(德国)，鲁道夫伯尼特(荷兰)， 阿德里安·简·勒·梅耶尔(比利时)，阿里斯密特(荷兰) and 唐纳德·弗林德(澳大利亚)等等加入了这个行列。但哪怕直到二战后，这些西方艺术家中大多数人对也巴厘岛艺术和文化的影响甚微，一些报道过分强调了西方的影响而忽略了巴厘岛自身的创造力。
这个创意开放的时代在二十世纪三十年代发展到达顶峰。一系列知名人物和艺术家，包括查理·卓别林，人类学家格雷戈里·贝特森和瑪格麗特·米德等，鼓励有才华的当地人创作原创作品。格雷戈里·贝特森和瑪格麗特·米德在二十世纪三十年代中期于巴厘岛逗留期间，收集了2000多幅画作，主要来自Batuan村和沿海村庄Sanur。
在西方艺术家眼中，作品中开始出现间谍（Spies）和帽子（Bonnet）一般被认为是巴厘岛绘画现代化的标志。从20世纪50年代开始，巴厘岛艺术家将这些艺术家的视角和主题结合起来，开始发展新一代巴厘岛艺术。
更重要的是，他们鼓励各类艺术实验，推动巴厘岛艺术的变革，将新的巴厘岛艺术与传统的分离开来。后来的结果表明，个人思想和实验的爆炸式增长极大的增加了巴厘岛艺术的变革进程。

## 日本艺术

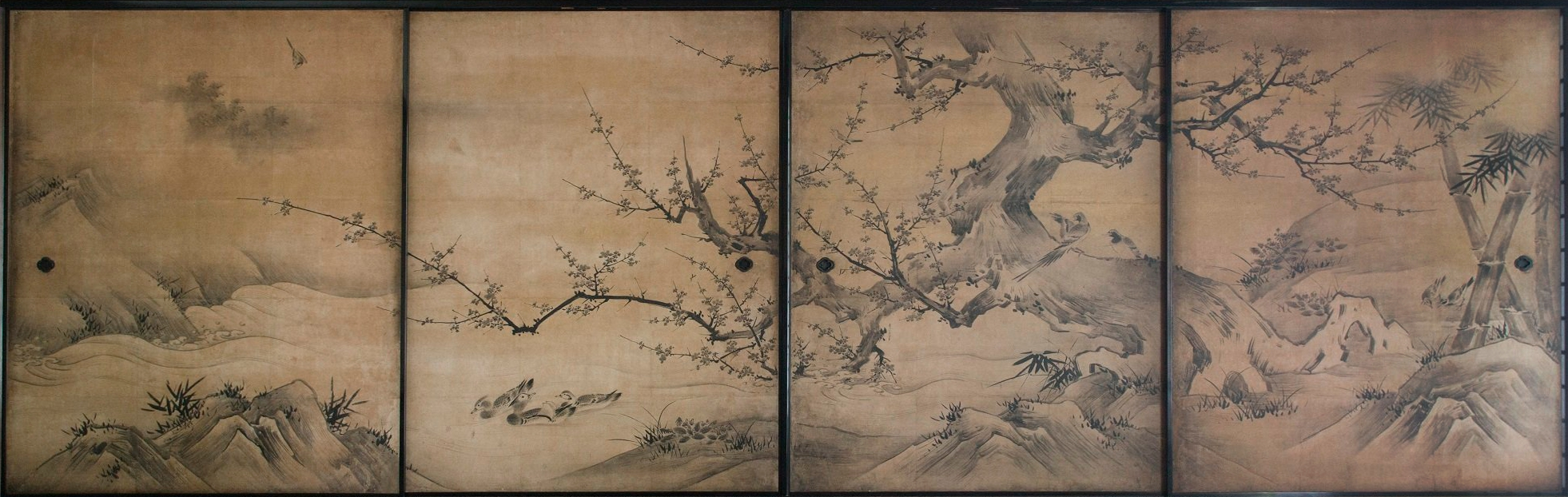
公元十六世纪为日本住持而设的十六间滑动房（门）的其中四扇，相比于日后的日本风景画，该作品主要注重于前景的描绘

日本艺术及建筑代表着从人类开始在日本岛居住至今做制作的艺术品，一般来说是从公元前10世纪的某个时间点直至今天。日本艺术包括了从古代到二十一世纪的陶器，木雕，铜雕，丝绸和纸张上的水墨画，以及其他各种风格和媒体广泛的艺术作品。
我们认知的传统日式艺术风格及艺术形式始于十六世纪七十年代来自菱川師宣的单色艺术作品，并在十七世纪下半叶的江户（东京）大都会文化中发展至一个高峰。起初，日本艺术家只使用印度墨，用刷子给艺术品上色，直至18世纪，铃木春信开发了多色印刷技术以用来生产“錦絵”。
日式绘画是日本艺术中最古老和最精致的作品之一，涵盖了各种各样风格和形式。日本的艺术和其历史一样，日本绘画史就是日本本土的日式美学和外来引进思想互相适应的漫长过程。

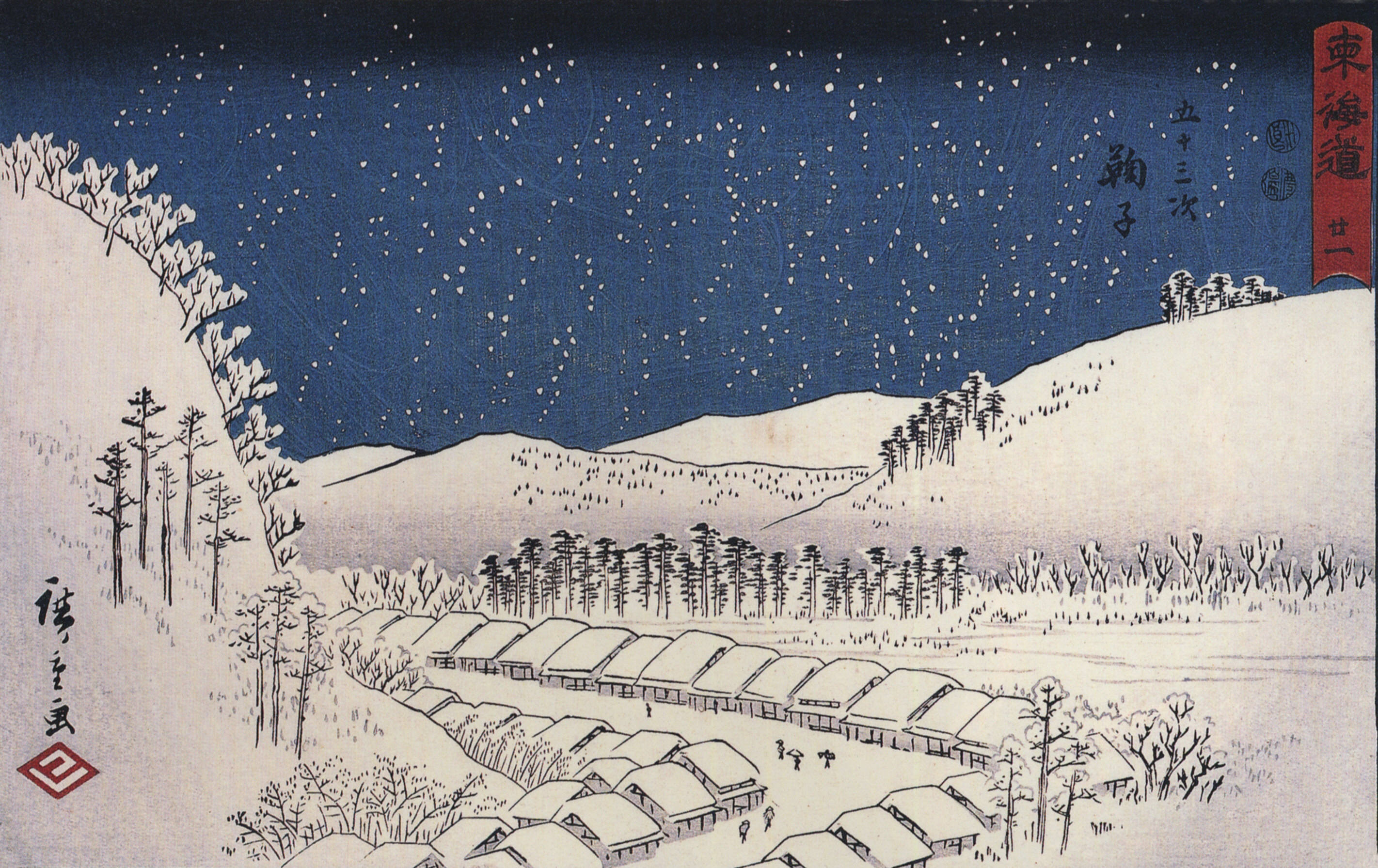
Hiroshige, Snow falling on a town, c. 1833, ukiyo-e print

日本绘画的起源可以追溯到日本舊石器時代。考古学家们在繩文時代的陶器和彌生時代 (公元前300年–公元300年)的銅鐸上发现了简单的小人和几何图形，并古坟时代 (公元300–700年)许多坟冢中发现了壁畫上有几何图形和人物形象作品。
古代 日本雕塑的主题主要来自佛教的偶像崇拜或神道神的泛灵仪式。日式雕塑主要以佛教内容为中心。传统上使用的材料是金属 - 尤其是青铜 - 更常见还有木头，且通常用力架上漆，贴金，或上明亮的漆料。到江户时代末期，因为佛教寺庙的损毁以及贵族这一概念的消失，这种传统的雕塑 - 除了小型化的作品 - 基本上都已经消失了。
浮世，意为「漂浮的世界」（参见浮世绘），指的是在江戶 (现东京)、 大阪市和京都市这样的大都市中发展出来的，指代“一个自我的世界”的年轻文化。“浮世”是对同音異義語“悲哀的世界(憂き世)”的暗示讽刺，是佛教教徒精神上追求的超脱尘世，死亡和重生等概念的具象化。

## 韩国艺术

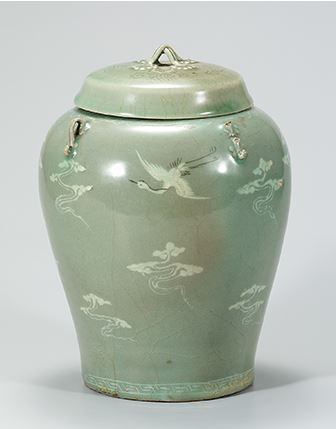
高丽青瓷之镶嵌青瓷

注意：Korean Art在本条目根据地理位置（朝鲜半岛）译为韩国艺术。关于朝鲜和韩国的名称探讨请参考：朝鲜 (称谓)。
韩国艺术中较为突出的有陶瓷，音乐，书法，绘画，雕塑等各种流派和传统，它们通常以大胆的色彩，自然的形式，精确的形状和规模以及其独特的表面装饰为辨识标志。
尽管韩国（指朝鲜半岛地区，包括现北部朝鲜），中国和日本三国的文化上有清晰的区别，但它们的艺术在历史上和一些方面有着非常相似之处。
对于朝鲜艺术的研究和欣赏在西方艺术界还处于初始阶段。因朝鲜 (称谓)在地理位置上处于中国和日本之间，韩国被认为是中国和日本文化交流的渠道。然而，近年一些学者已经开始承认韩国自己独特的艺术，文化和国家间扮演的角色：不仅传播中国文化，且通过吸收中国文化，创造了自己独特的文化。
艺术史学家们通常认为朝鲜绘画的历史可以追溯到其第一次作为独立艺术形式出现的时间，约公元108年。遗憾的是，现在很少有关于从公元108年至高丽王朝这段时期的研究和研究资料。但如今可以肯定的是，在朝鲜王朝之前，朝鲜风景画，肖像绘画，佛教绘画被中国绘画深刻影响，并至今未能摆脱。

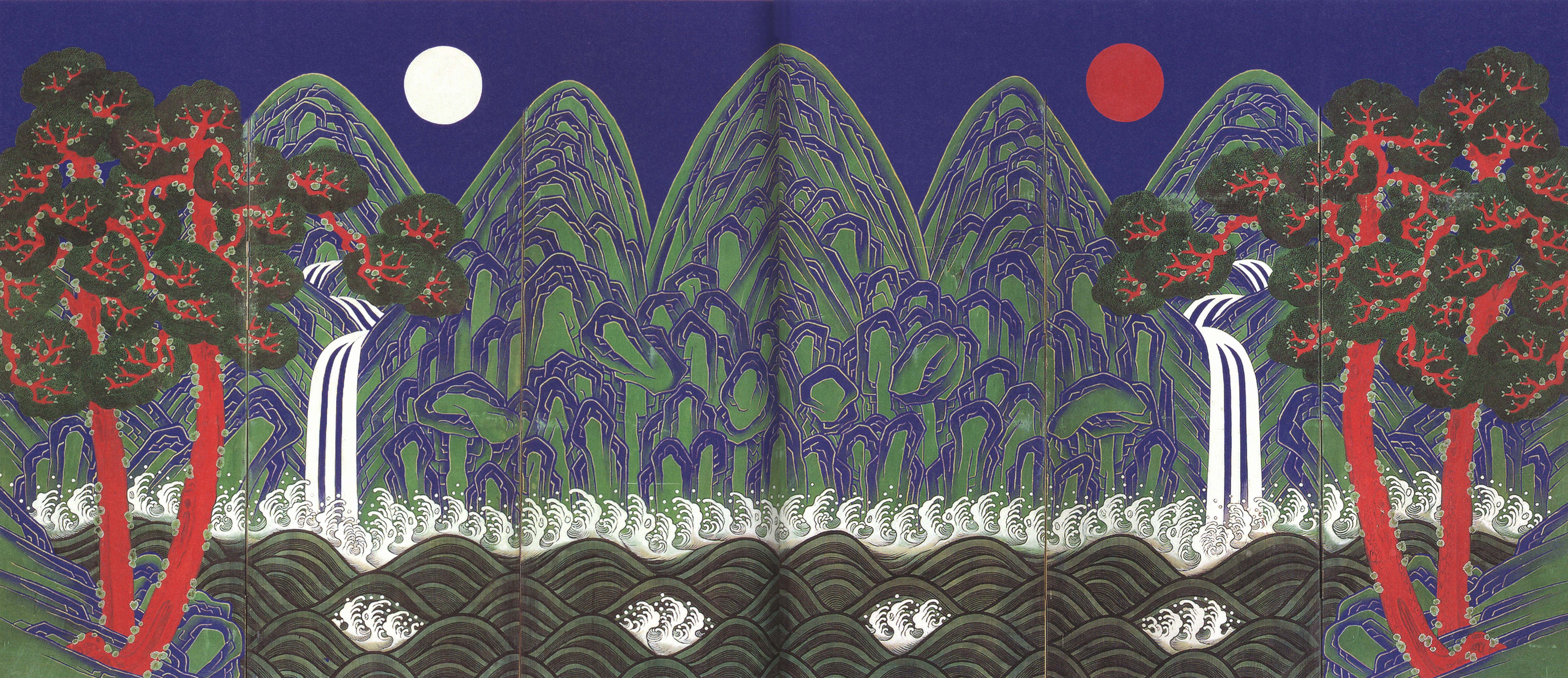
日月五峰图

在整个韩国绘画史上，不但有常常被提出单独讨论的，用黑色笔墨在桑皮纸或丝绸上绘画的作品形式；还有色彩丰富的民间艺术，或称之为min-hwa，仪式艺术，墓碑绘画，节日艺术等大量应用不同颜色的艺术作品。在古代朝鲜，对于颜色应用的区别是根据阶级形成的：学者，尤其是儒家艺术，认为人们可以在渐变的单色绘画（主要是黑白）中看到色彩，认为色彩的实际运用会使绘画变得粗俗，限制了想象力。而在朝鲜民间艺术中，艺术家和工匠们会把建筑的外侧，木制框架的外围漆成明亮的颜色。韩国建筑同样受到了中国传统建筑和早期色彩丰富的印度艺术的深刻影响。

## 老挝艺术

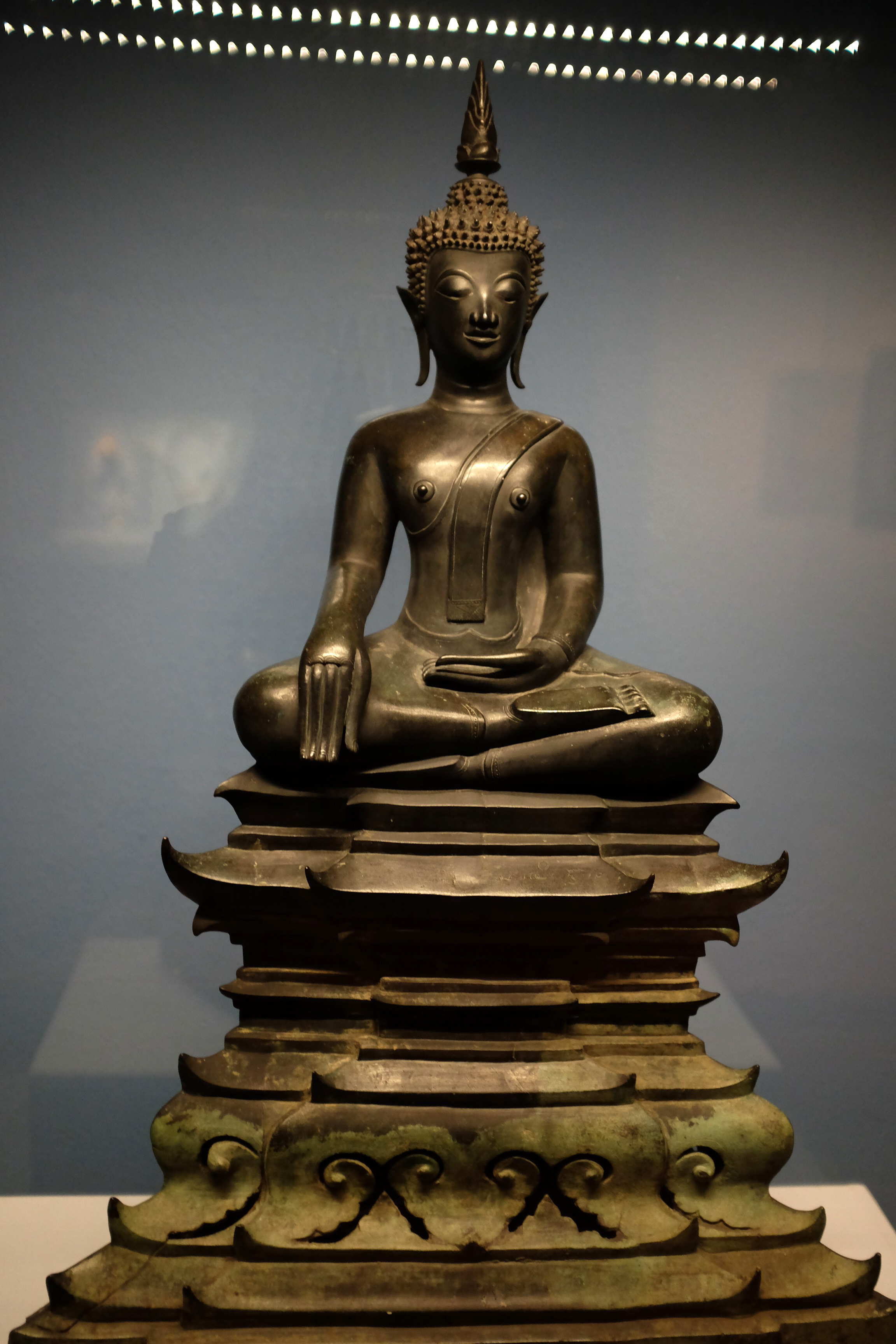
澜沧青铜佛像，公元17世纪，老挝

老挝艺术 包含了老挝陶艺，老挝佛教雕塑，老挝音乐等等。
老挝的佛教雕塑创作材料种类繁多，包括金，银和主要使用的青铜。老挝艺术家常用砖和砂浆制作巨型雕塑，其中一个比较著名的是永珍的Phya Vat (十六世纪)。木材是非常受小型供奉佛像所欢迎的制作材料，这些佛像常被摆放在各种洞穴中。一些大型等身的佛像也常用木头制作。其中最著名的两座由次貴重寶石所雕成的雕像是玉佛（Phra Keo，现于玉佛寺 (曼谷))和法拓沁那拉佛行走铜像（Phra Phuttha Butsavarat）。玉佛， 来自 Xieng Sen (清盛县)，是由一整块玉石雕刻而成的。在18世纪后期，该雕像在暹罗（泰国）作为战利品送走之前，在万象停留了两百年。如今它和法拓沁那拉佛行走铜像一同作为泰国王朝的palladium（希臘傳說中自天而降的雅典娜像）放置在曼谷的曼谷大皇宫内。
许多美丽的老挝佛教雕像都在帕烏洞及其周边洞穴中。在帕乌洞边上，南乌河河口，Tham Ting (下级洞穴)和Tham Theung (上级洞穴)就在老挝的琅勃拉邦市附近。这个洞穴群非常壮观，但只能乘船抵达。它们位于距离琅勃拉邦市中心大约两个小时船程的上游，且最近为越来越多游客所熟知和前往游览。这些洞穴因其大量令人印象深刻的佛教和老挝艺术风格的雕塑被雕刻在洞穴的墙壁上而闻名，洞穴中的地面和架子上在被发现时摆放着成百上千被遗弃的佛教人物塑像。这些雕塑被摆放在这些洞穴中因为它们的拥有者不希望摧毁它们，但他们因崎岖的山路或旅程中碰到的某些困难而不得不将一些不太重要的雕像遗留在山洞中。

## 尼泊尔艺术

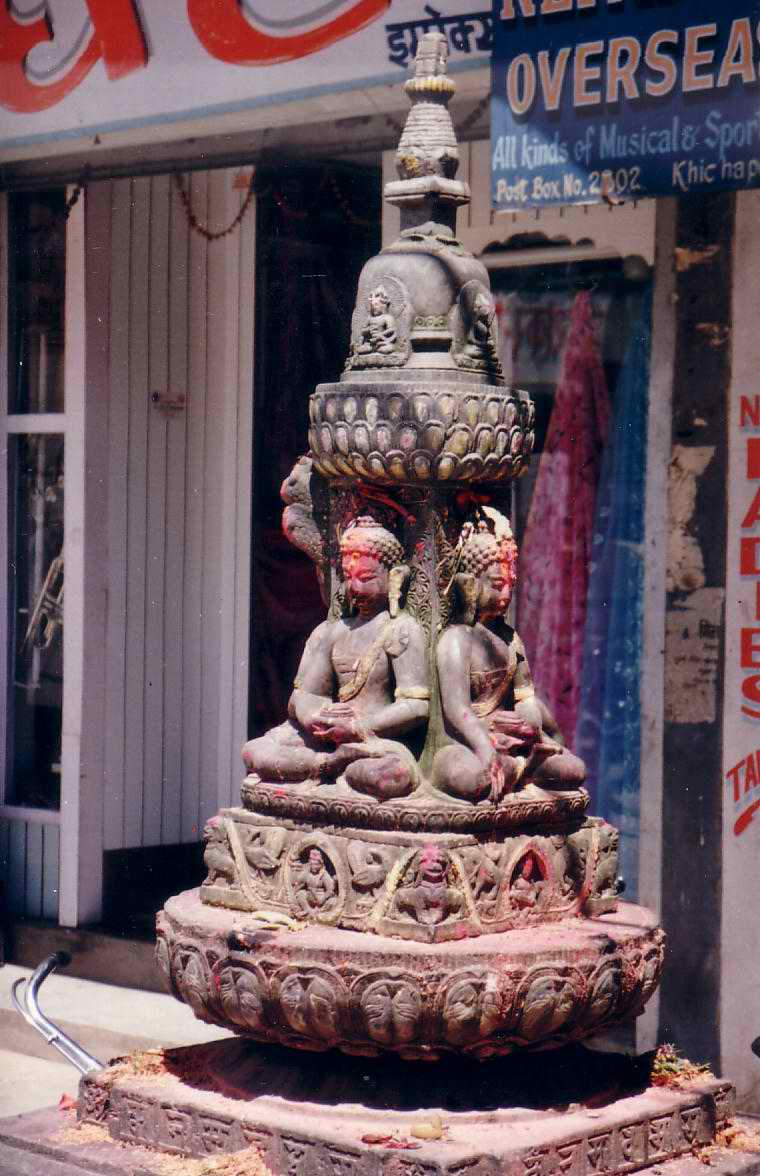
石雕，Chaitya，加德滿都

加德滿都文化是一个古老而精致的文化传承，其对于尼泊尔人而言，则意味着一个永不间断的，由印度教和佛教忠实教徒组织的各种集会。加德滿都的艺术和文化还包含了许多其他不同的文化，如耆那教, 伊斯兰教和基督教艺术及文化。

## 泰国艺术

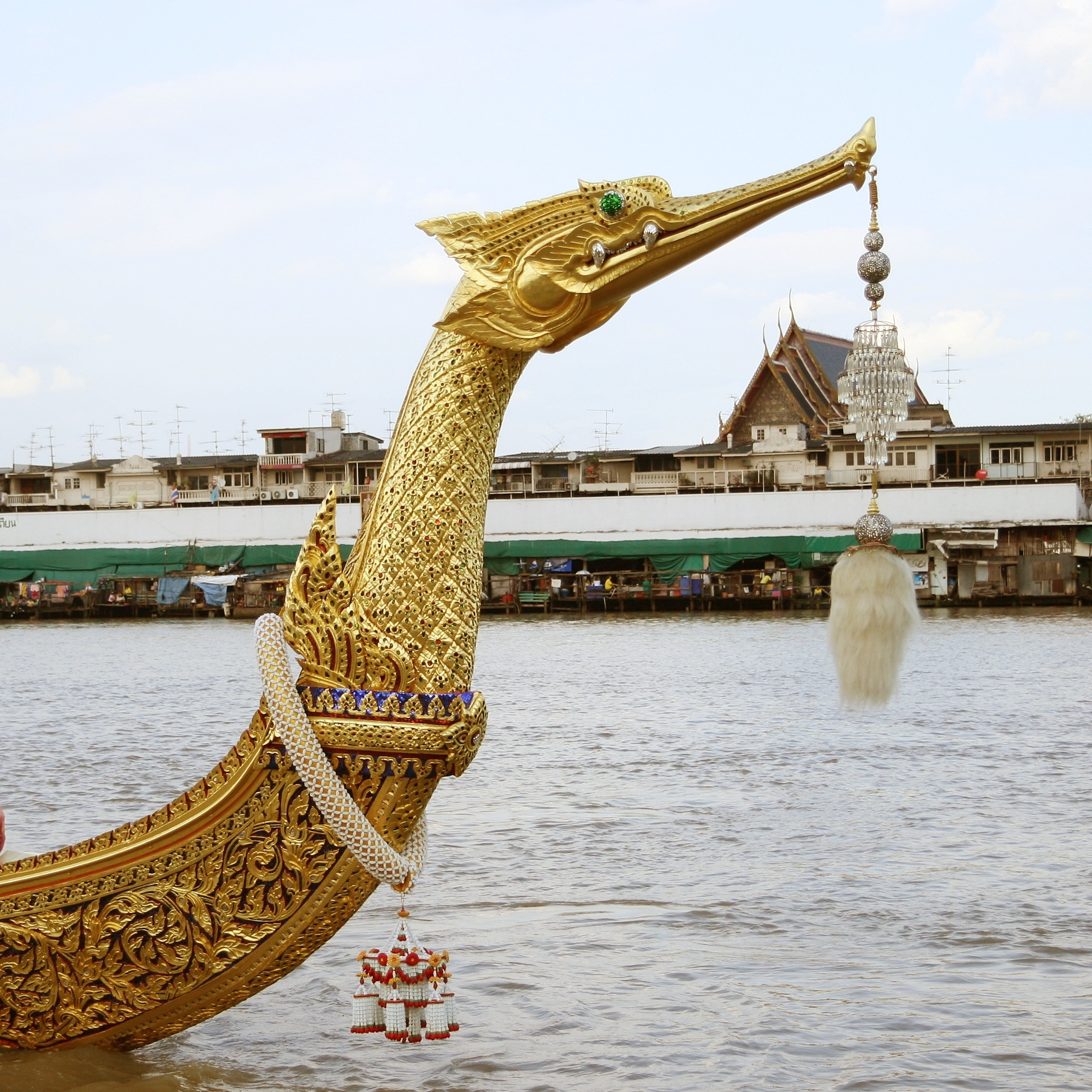
泰国龙舟（Suphannahong），皇家龙舟游行，泰国。

泰国艺术，或泰国视觉艺术传统上的前身是佛教艺术和皇家艺术。雕塑几乎和佛教藝術相同，而绘画也仅限于书籍的插畫和建筑的装饰，一般来说是宮殿和神庙等。泰国的佛教藝術来自不同的时期，包含了多种不同艺术风格。当代泰国艺术通常是传统泰国元素与现代技术相结合的产品。
传统泰国绘画一般从两个維度描绘物体，并且没有透视投影。绘画中各个元素的尺寸一般代表其重要程度，占地越大则越重要，反之亦然。構圖从根本上来讲是合理地划分不同视觉元素的区域，而不同的主要物体则通过空间转换来分割独立。这种空间转换的方法使绘画没有了中间过渡部分，从而巧妙地避免了透视投影。透视投影是西方艺术圈在19世纪中期才发明出现的。
泰国艺术中最常见的绘画主题是：本生故事，释迦牟尼的人生传记，佛教概念中的天國和地獄，以及日常生活的场景。
素可泰时期始于公元14世纪的素可泰王国。
素可泰时期的佛像典雅，躯体蜿蜒且细长，大体呈椭圆形。这种风格强调了佛像的精神形态，从而忽略了解剖学上必要的细节。这种雕塑效果是通过铸件在金属上塑造图案和形状形成，而不是雕刻而成的。这段时期的佛像请参照“行走佛”的姿势。

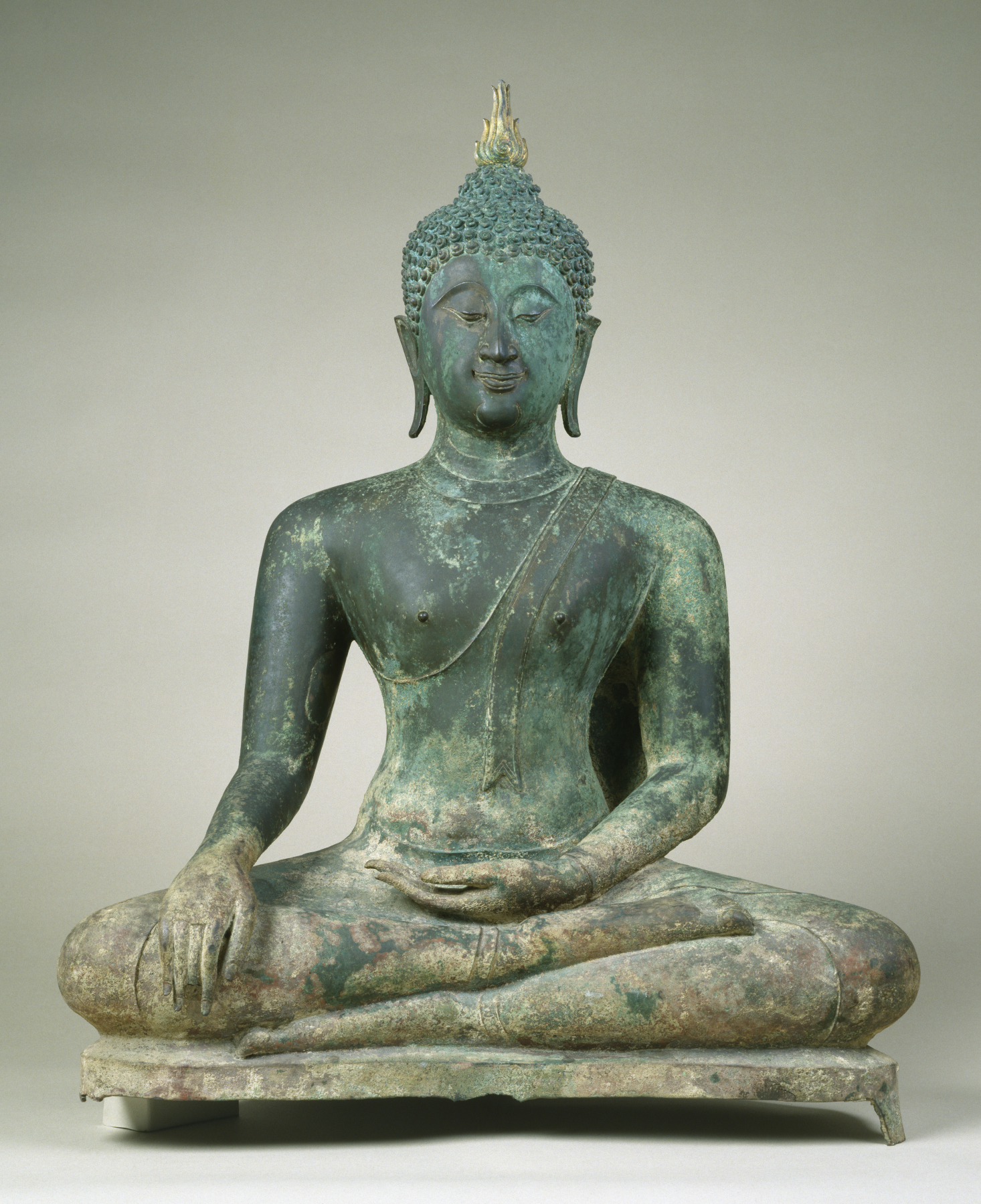
战胜马拉（"Maravijaya"）的坐姿佛像，素可泰时期后半叶。 The Walters Art Museum.

素可泰艺术家们试图通过古代巴利语的佛经定义佛像：
- 皮肤是如此的光滑以至于无法沾上灰尘；
- 佛腿如鹿腿；
- 大腿像是榕亞屬；
- 肩膀如同大象头部一般大；
- 手臂环绕形同大象的躯干，且长能及膝；
- 手像即将绽放的莲花；
- 手指转动如同花瓣；
- 脑袋看似鸡蛋；
- 头发像蝎子的尾刺；
- 頷同芒果石；
- 鼻像鹦鹉喙；
- 耳垂挂有皇室耳环；
- 睫毛如同牛的睫毛；
- 眉毛形似画中的弓；

素可泰也生产大量上釉的宋加洛风格的瓷器，并在东南亚区域被大量交易。

## 越南艺术
越南艺术来自东南亚最古老的文化之一，越南文化。越南拥有者丰富的艺术遗产和底蕴，可追溯到史前时代，包括丝绸绘画，雕塑，陶器，陶瓷，版画，建筑，音乐，舞蹈，戏剧等等
越南艺术是由越南当地艺术和越南艺术家创造的，其古代的東山鼓到近代越南（历史）艺术被中国佛教文化深刻影响，其中也包括了道教和儒家的影响。占婆艺术和法国艺术在后来对越南艺术也有相对较小的影响。

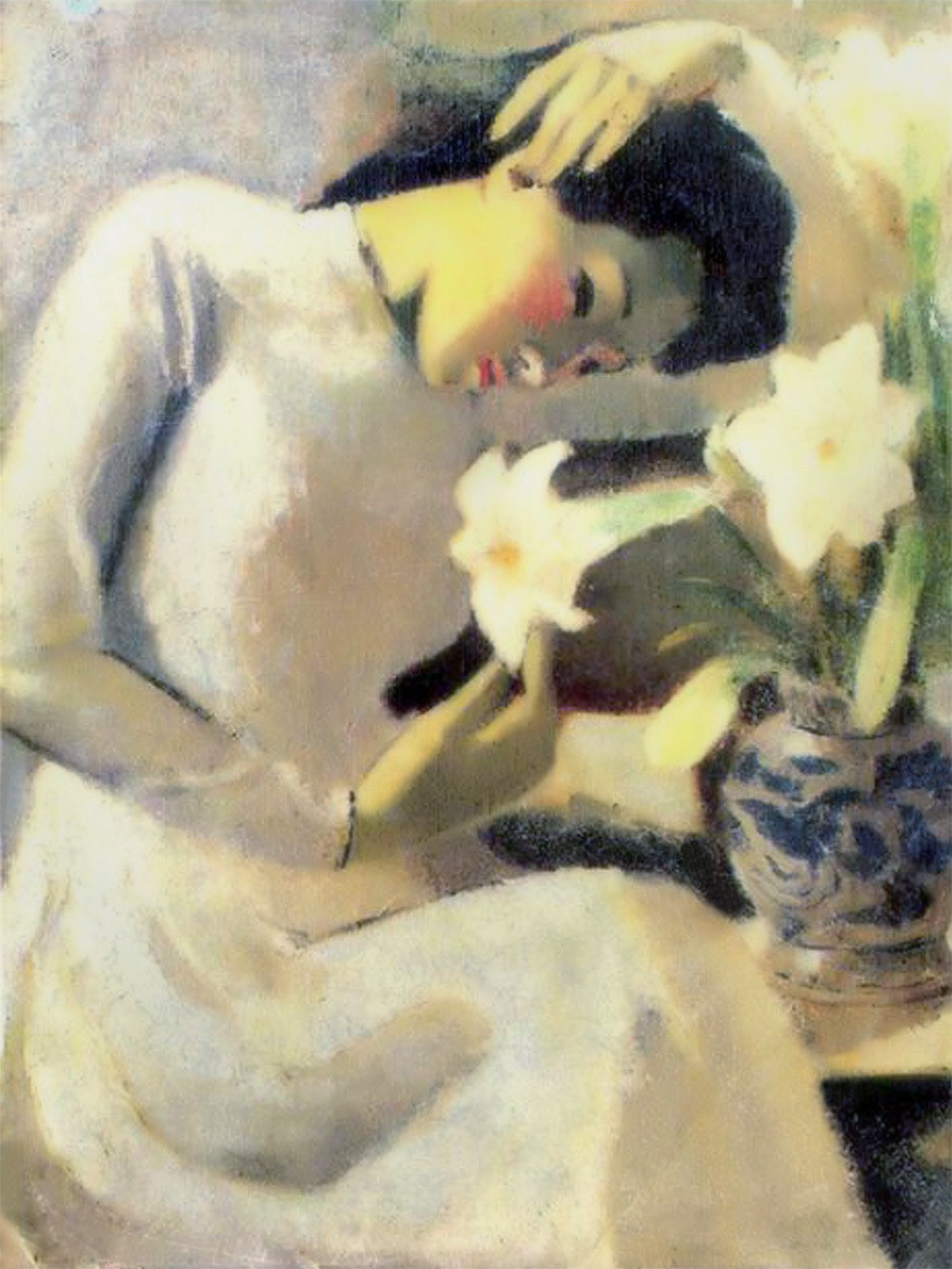
Tô Ngọc Vân, Thiếu nữ bên hoa huệ (年轻的女人和百合花)，公元1943年，油画

中国文化对越南艺术的影响非常深远，尤其在越南陶器，书法和传统建筑上尤为明显。现在，越南漆画开始发展出一定的影响力。
阮朝是越南最后一个朝代(c. 1802–1945)，它重新开始将瓷器发扬光大。那时，亚洲各地的皇室都有进口越南的瓷器。
尽管在阮朝时期的表演艺术（如宫廷音乐和舞蹈）发展到一个新的高峰，但在阮朝后期，部分表演艺术开始衰落。
从十九世纪开始，现代艺术和法国文化开始传入越南。20世纪初期，印度支那高等美术学院（Indochina College of Arts）成立，学院主要教授欧洲的艺术形式和技法，并在河内市和胡志明市等大城市有着相当的影响力。
法国在越南长达80年的统治时间中，其对越南的旅游限制和长期的民族独立战争导致越南艺术家很少有机会到越南以外的地方学习或工作。少数比较富裕的越南艺术家才有机会前往法国，并在那里发展它们的职业生涯 比如Le Thi Luu, Le Pho, Mai Trung Thu, Le Van De, Le Ba Dang and Pham Tang等人。
近现代的越南艺术家开始利用法国的技术和丝绸，漆器等传统媒介，开始尝试制作融合了东西方元素的独特艺术作品。

### 越南书法
越南书法有着悠久的历史，该书法的前身是汉字和喃字。现在越南书法中最常用，受欢迎的是越南文字母。
在过去，那些基于图形的旧书法文字被越南上层社会，学者和精英所掌控，但这并不妨碍书法成为普通越南人生活中非常重要的一部分。在一些越南重要的节日和场合中，比如越南新年，人们会请村中的教师和学者制作书法作品，并将其挂在墙上。这些书法作品一般是诗歌，民间传说，谚语，有时甚至有单字。一些不识字不会写字的越南人也会让学者替他们书写一些祷词，然后带到寺庙中烧掉。

## 阿拉伯艺术
注：因阿拉伯艺术主体受伊斯兰教影响，故

## 亚洲艺术作品展览

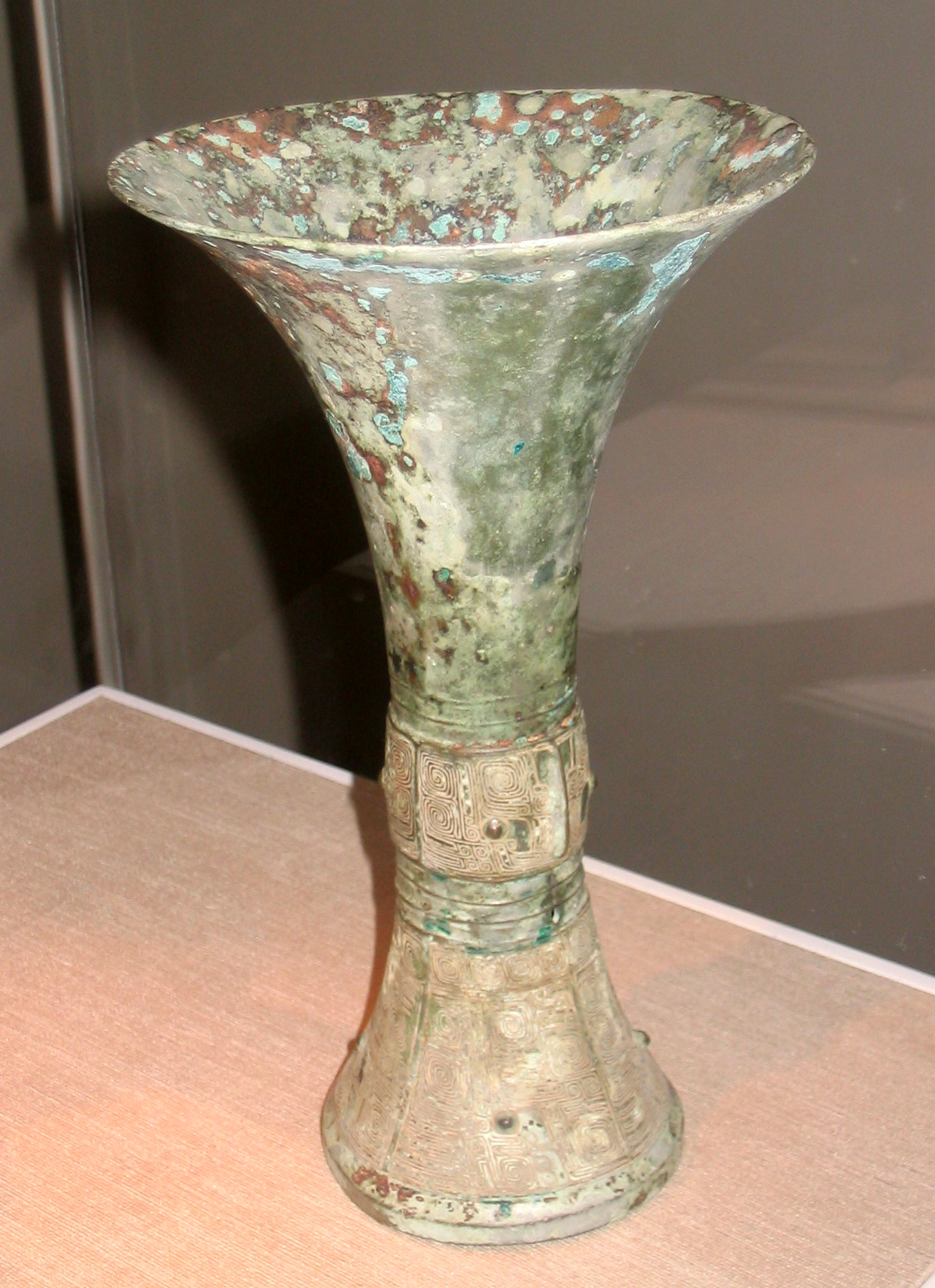
商朝(殷)青铜仪式酒器，公元前13世纪，中国
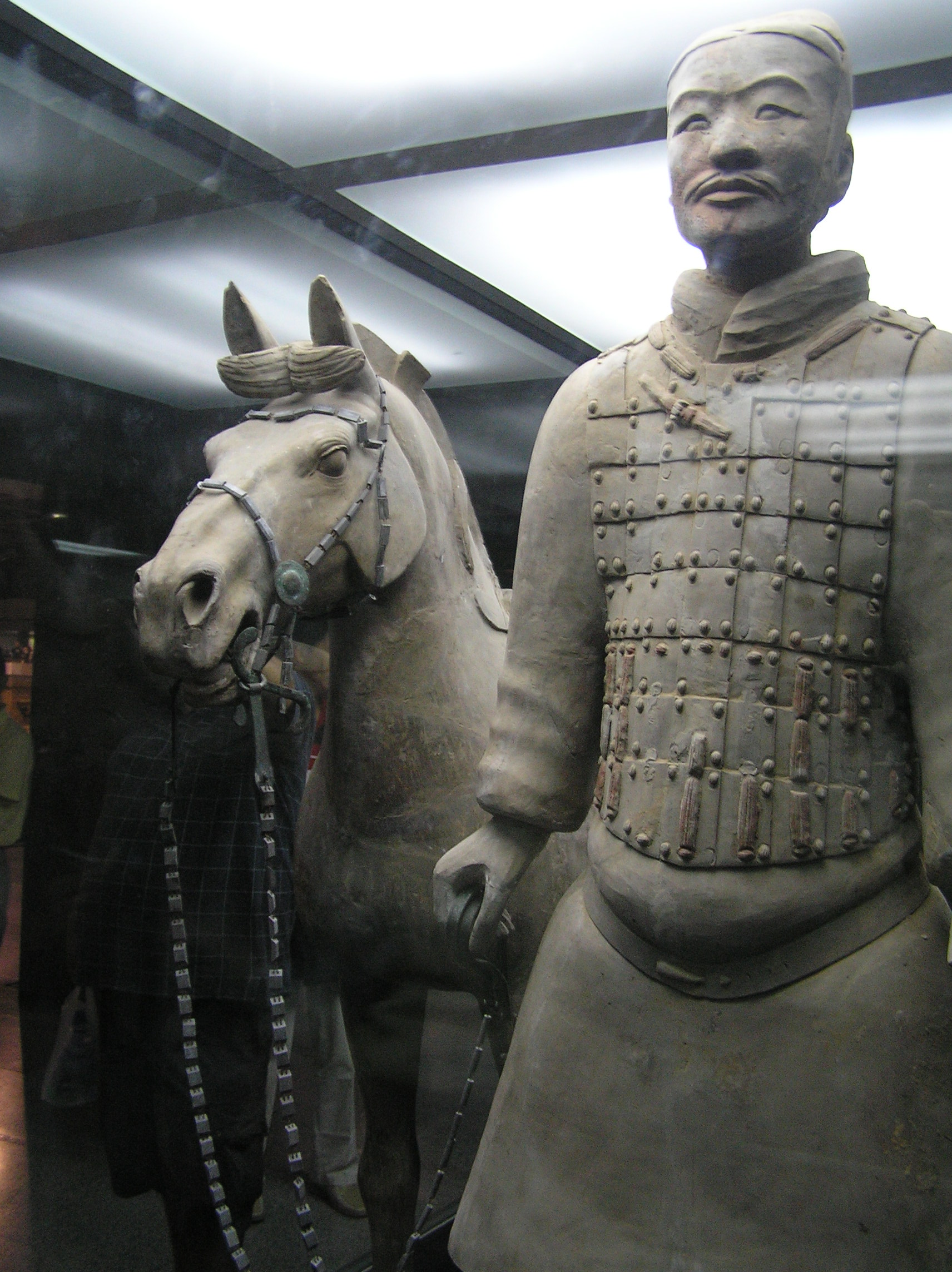
秦始皇兵马俑雕塑，公元前3世纪，中国
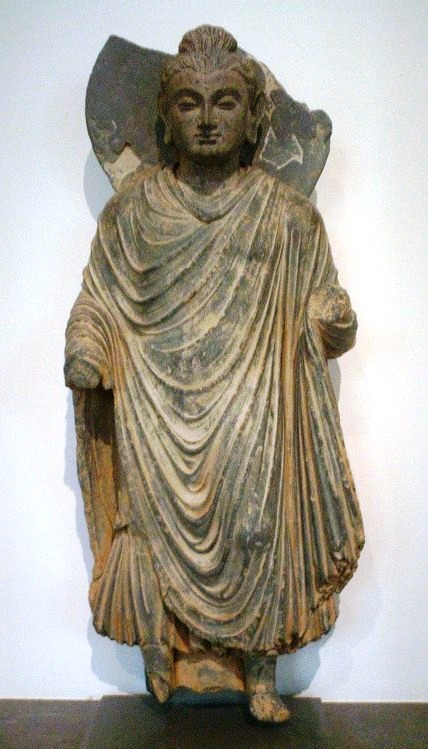
站立佛像，健馱邏國教，北Pakistan，公元1世纪，吉美国立亚洲艺术博物馆
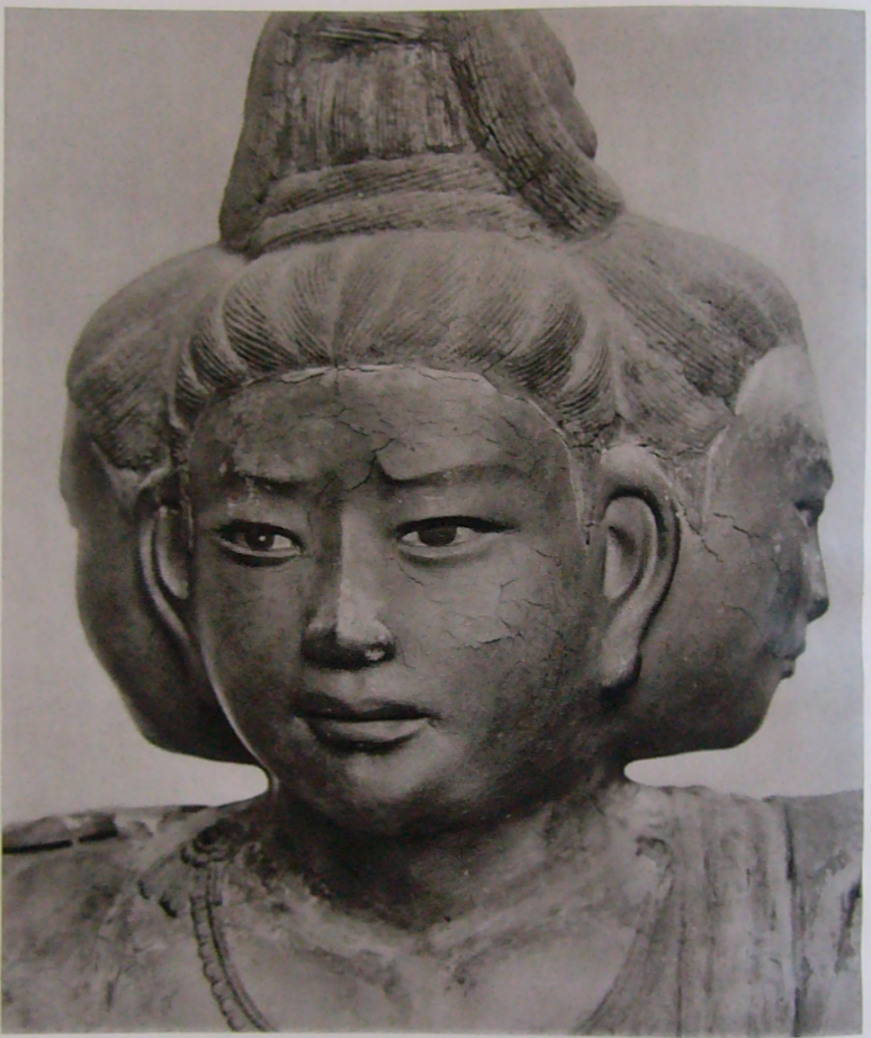
阿修罗 (佛教)，興福寺 (奈良市)，奈良市，公元734年，日本
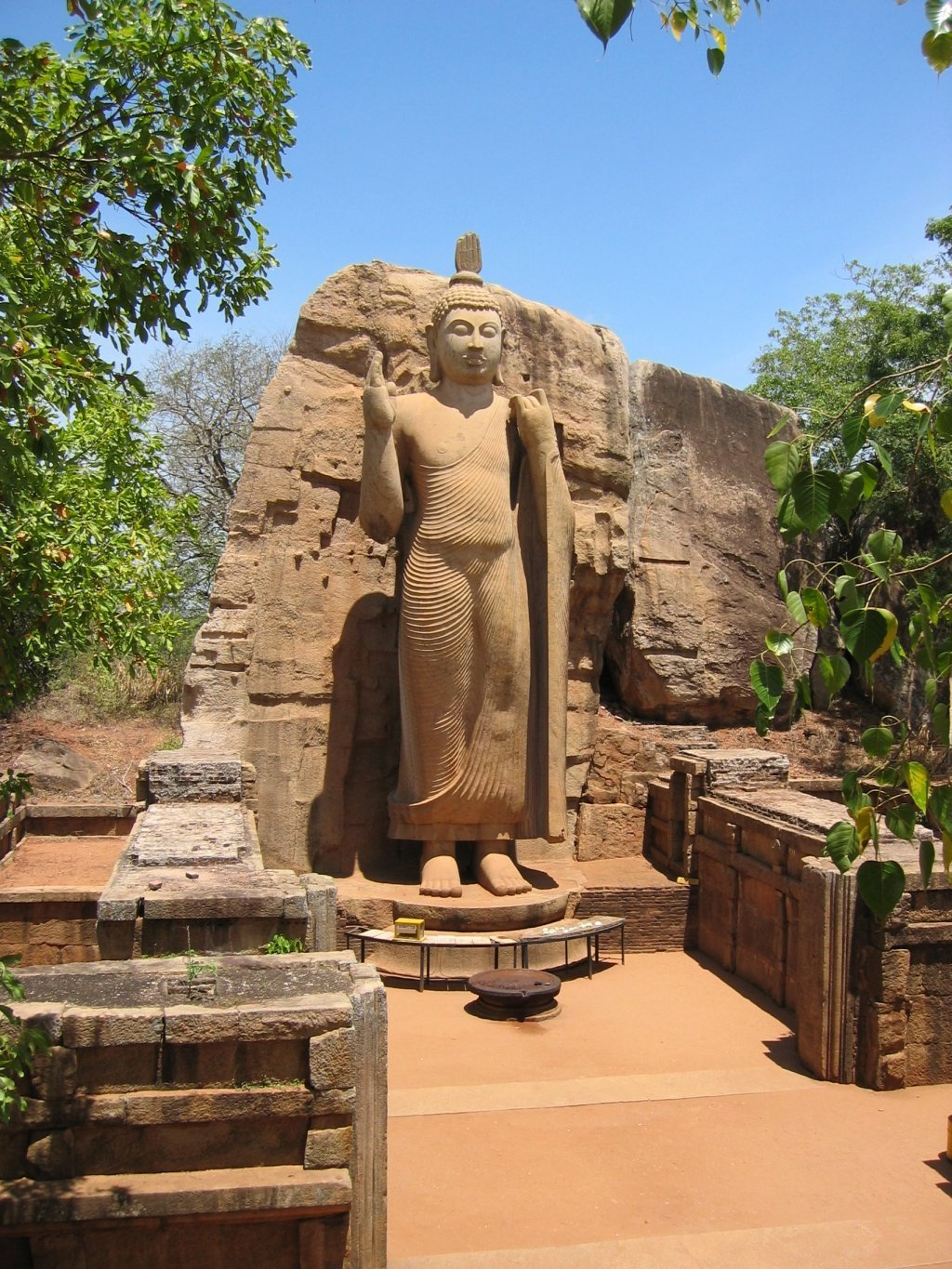
阿芙卡纳佛像（Avukana），公元5世纪，斯里蘭卡
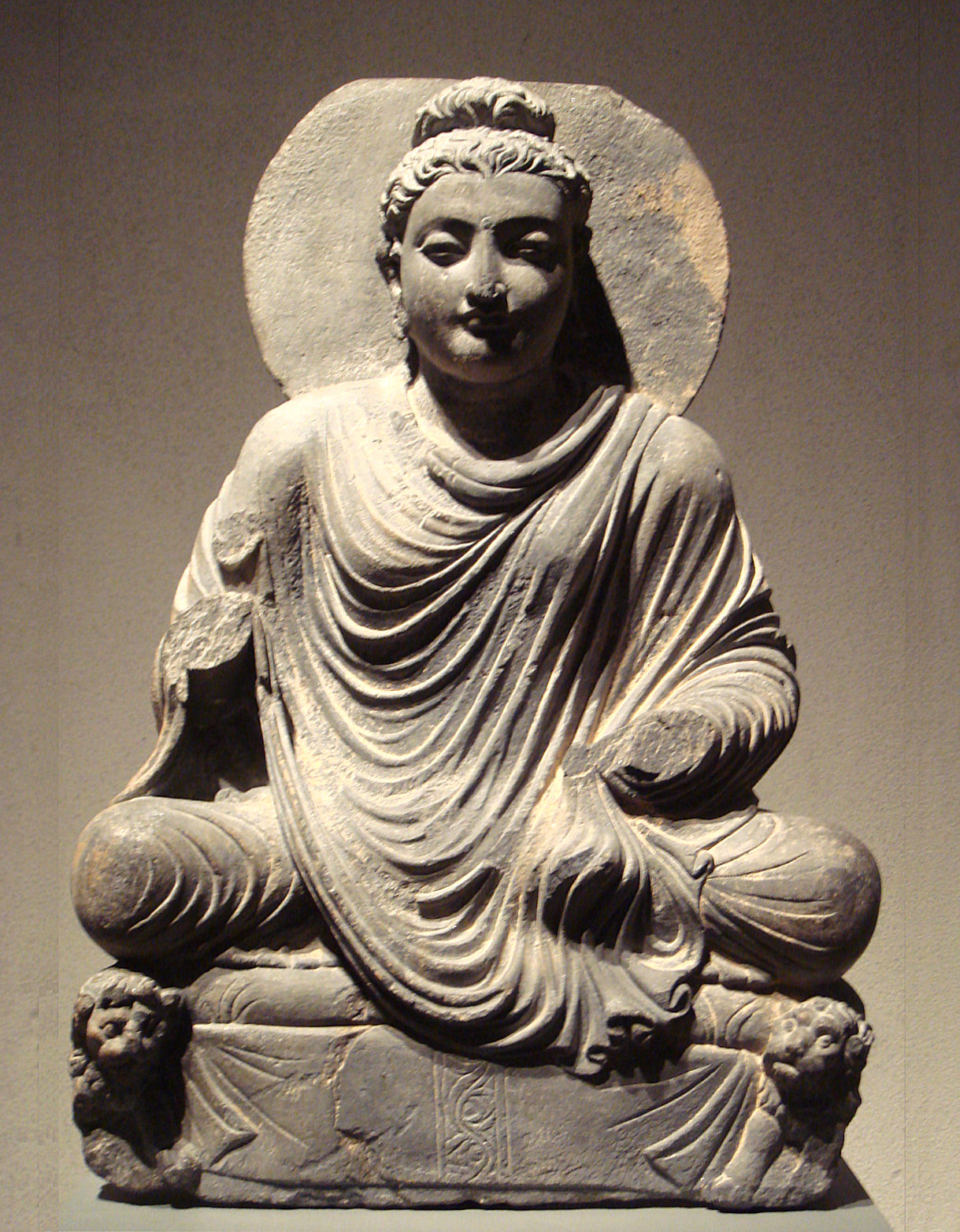
佛像，健馱邏國教，公元前2世纪
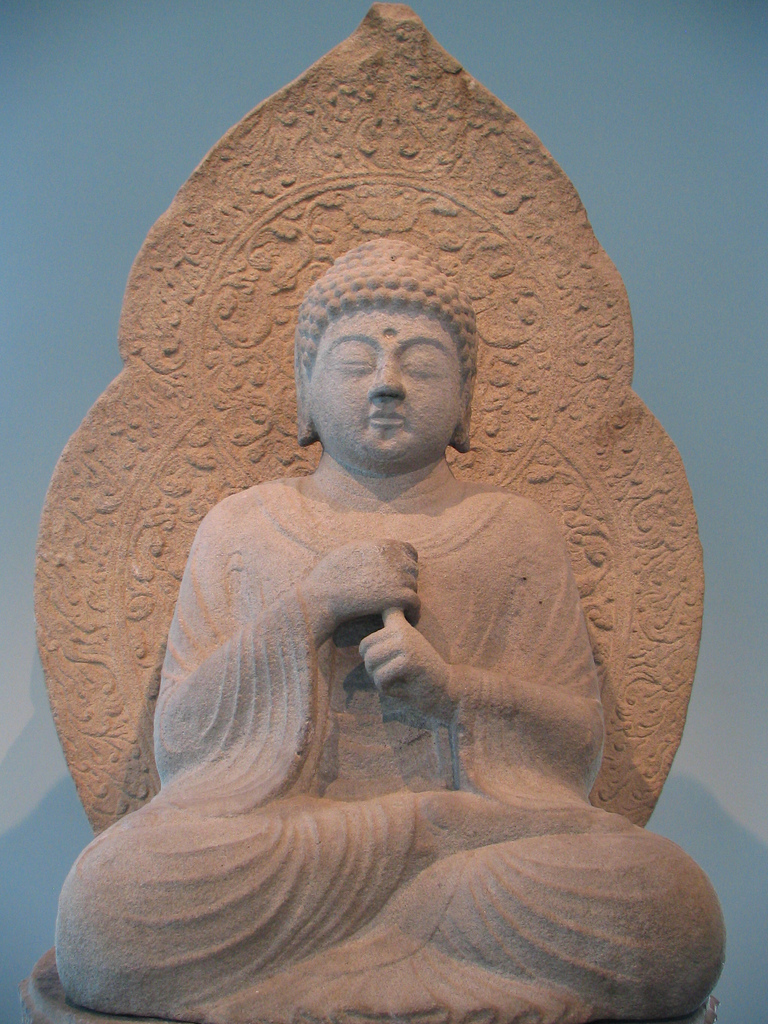
佛教雕塑，新罗朝，公元9世纪，朝鲜
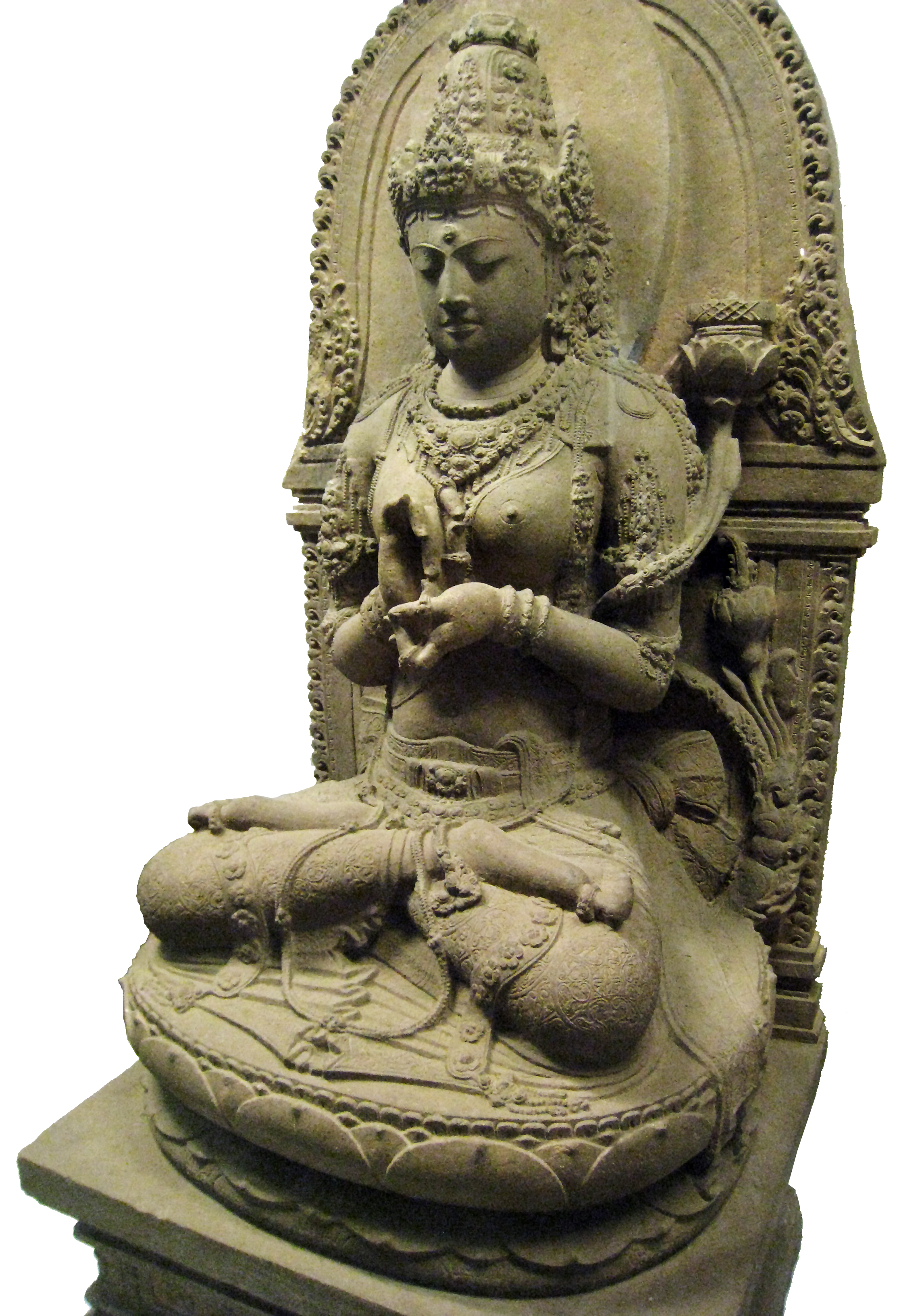
加瓦般若经，信诃沙里，公元13世纪加瓦艺术，印度尼西亚
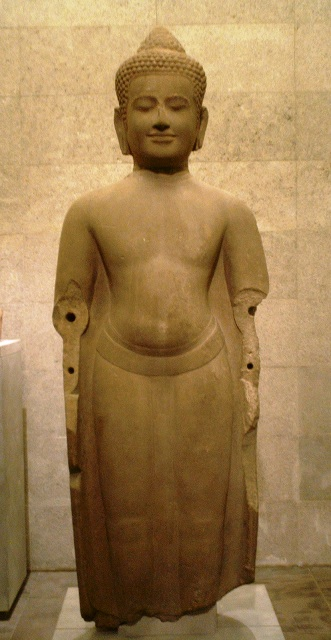
释迦牟尼像，公元14世纪，柬埔寨
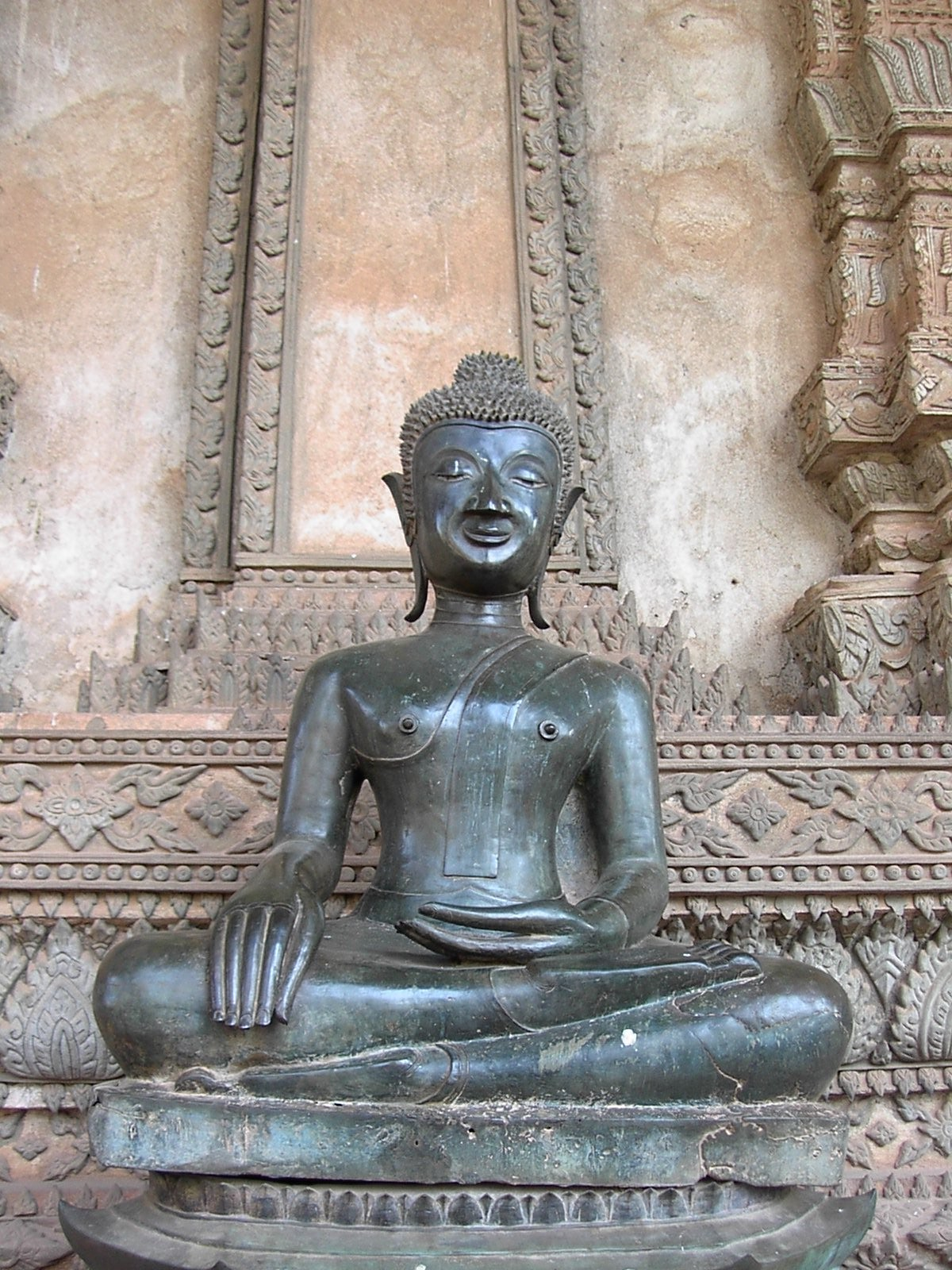
手印姿势佛像，玉佛寺 (万象)，永珍,老挝
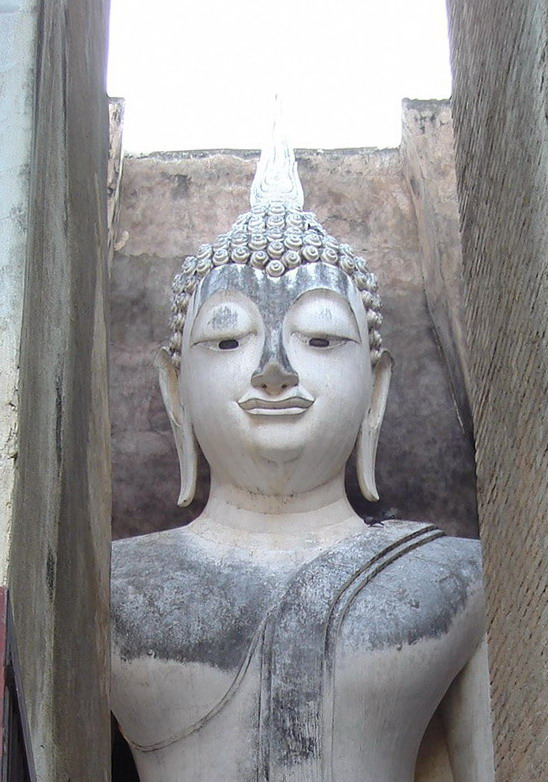
Phra Achana菩萨，来自Wat Sichum（英语：Wat Sichum）, 公元13世纪，素可泰王国，泰国
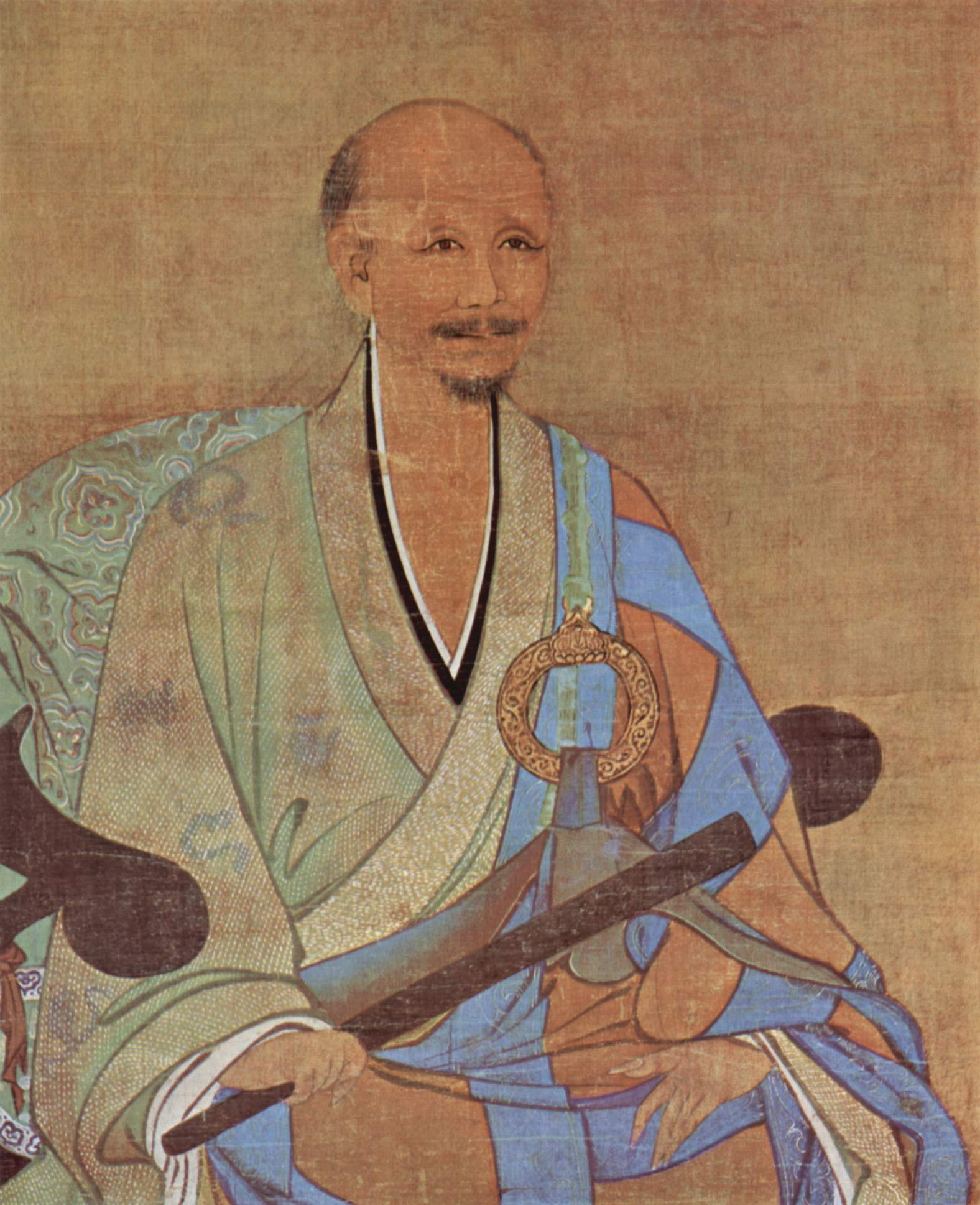
中国 禅宗菩萨 無準師範，公元1238年， 宋朝
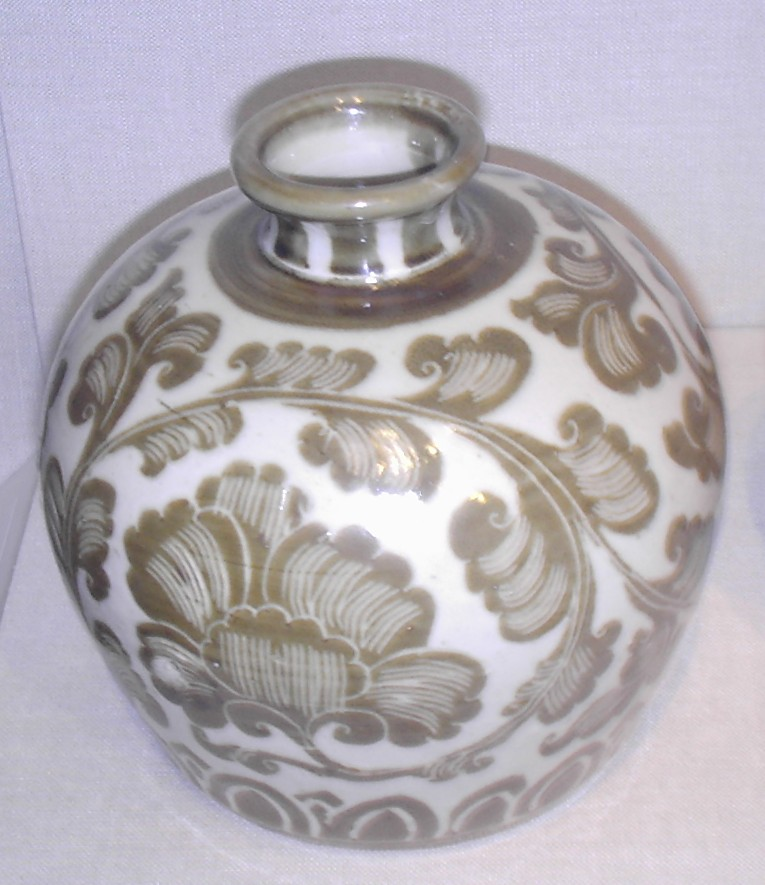
宋朝透明无色釉的铁涂料瓷瓶，公元11世纪，中国
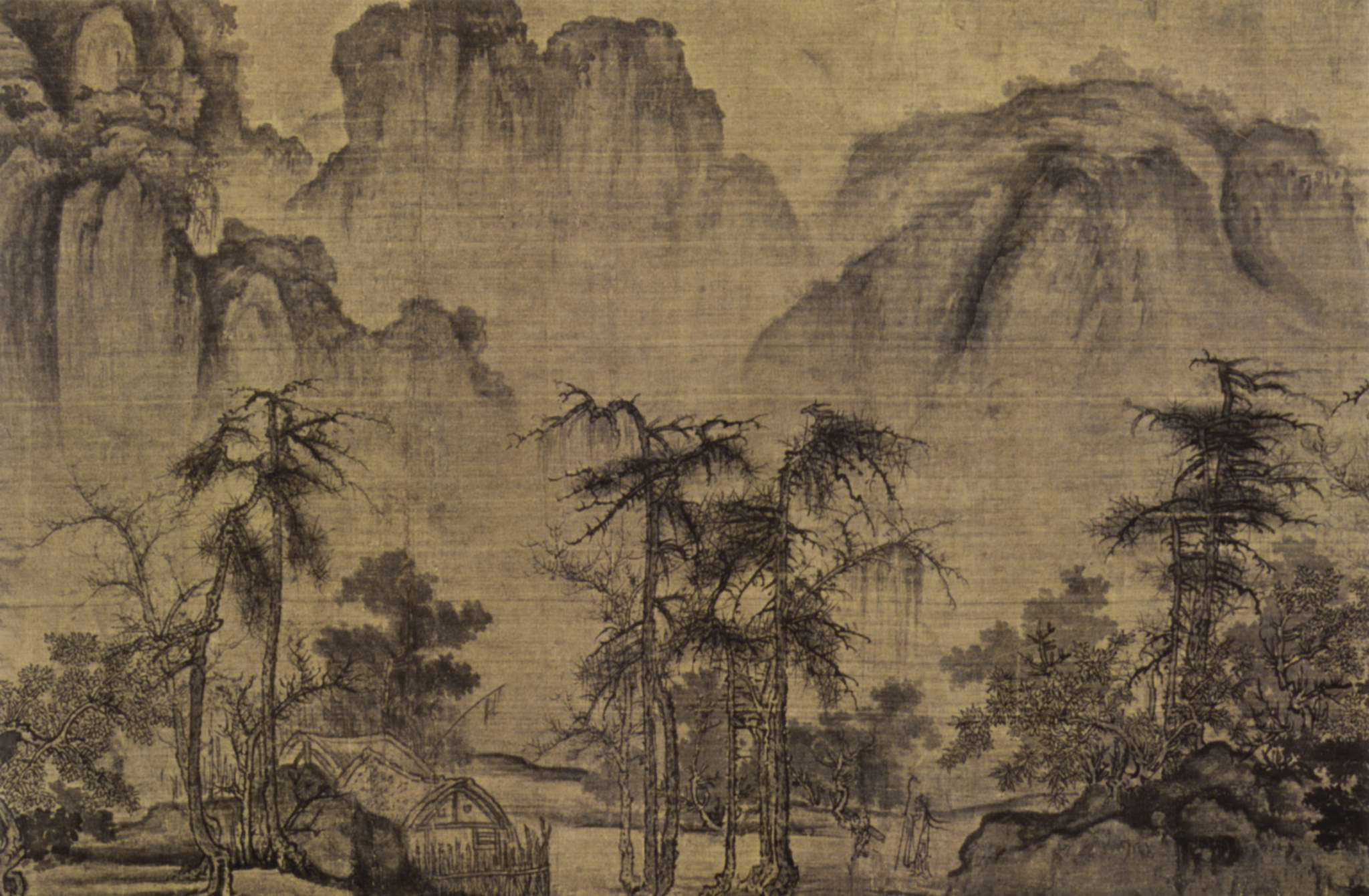
溪谷之秋, 郭熙，公元1072年，中国
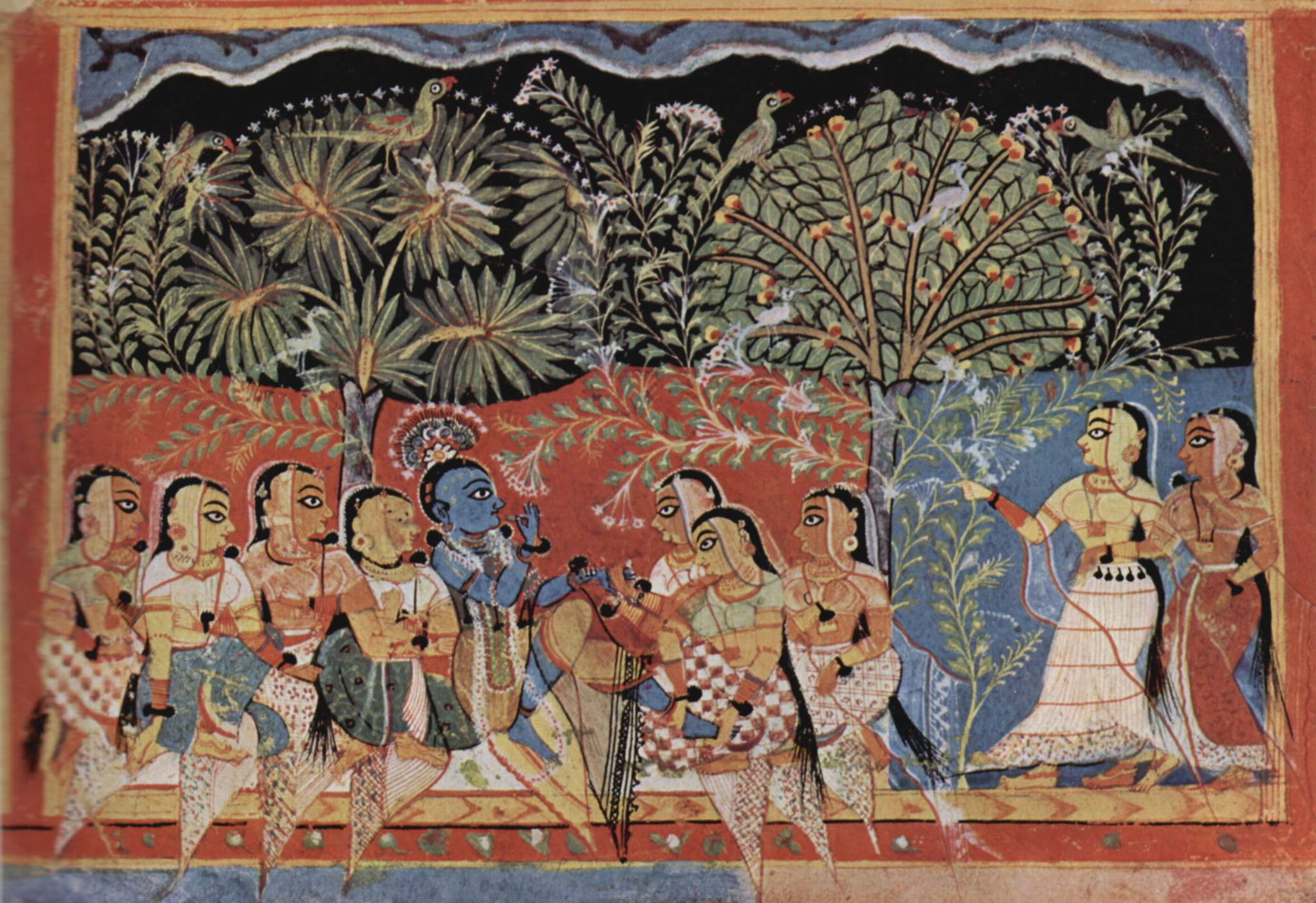
Gita Govinda（英语：Gita Govinda）的手稿，公元1500年，现藏于Prince of Wales Museum（英语：Prince of Wales Museum），孟买
松林図 屏風（英语：Shōrin-zu byōbu） 的右部，長谷川等伯，公元1539–1610年，日本
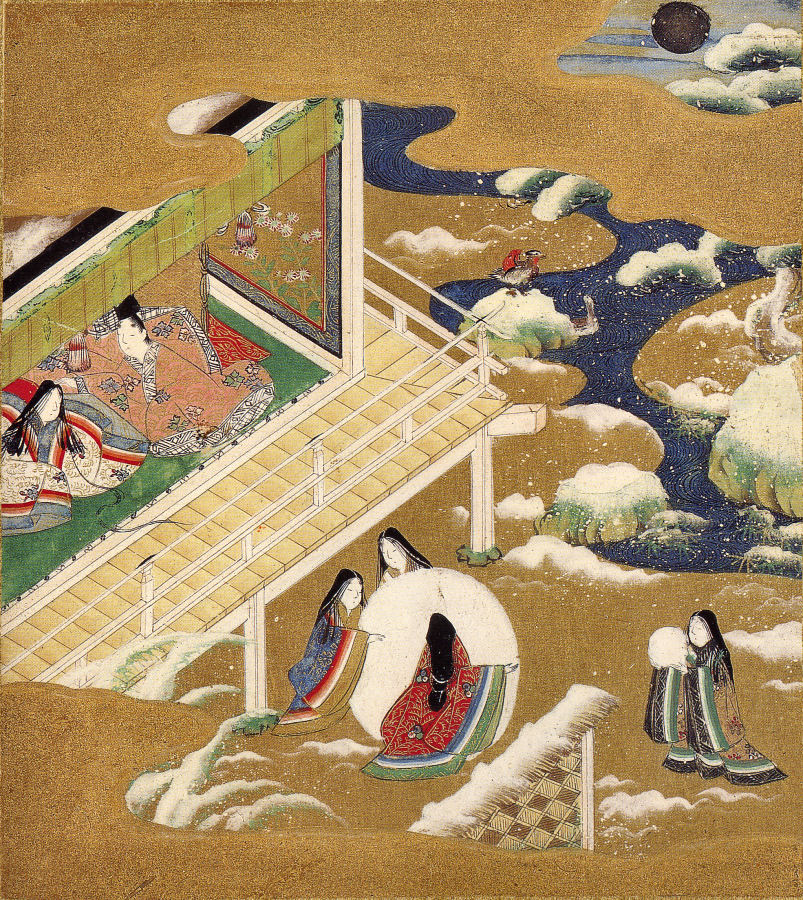
源氏物语, 土佐光起，公元1617–1691年，日本
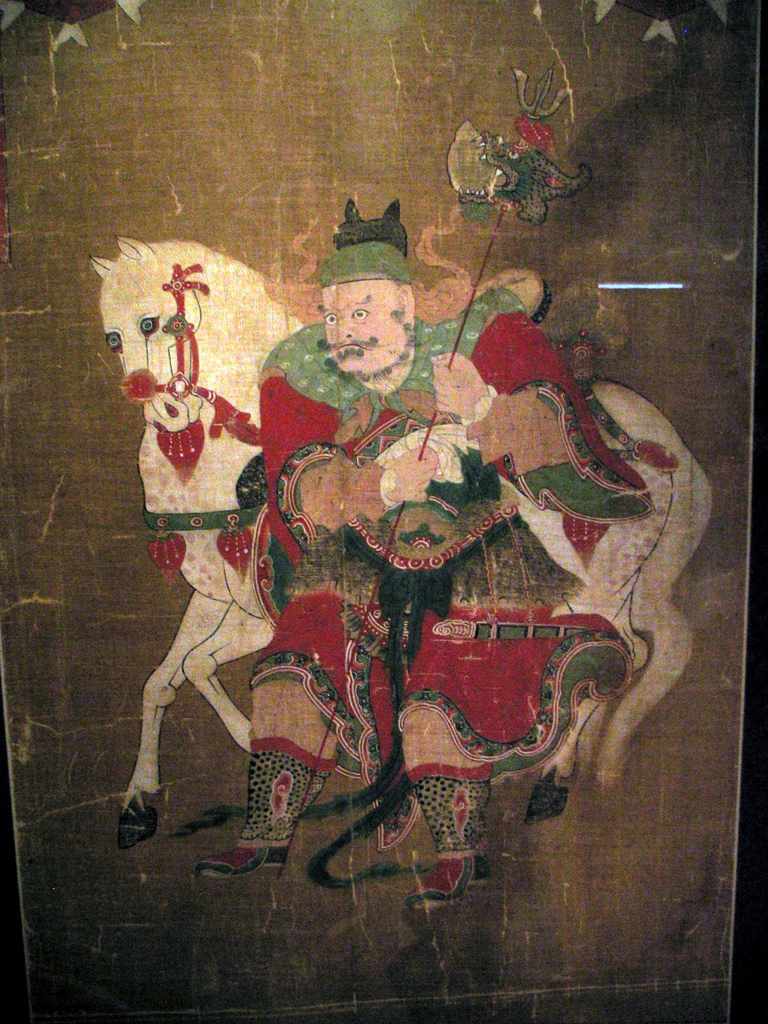
黑社会的使者, 李氏朝鲜, 朝鲜
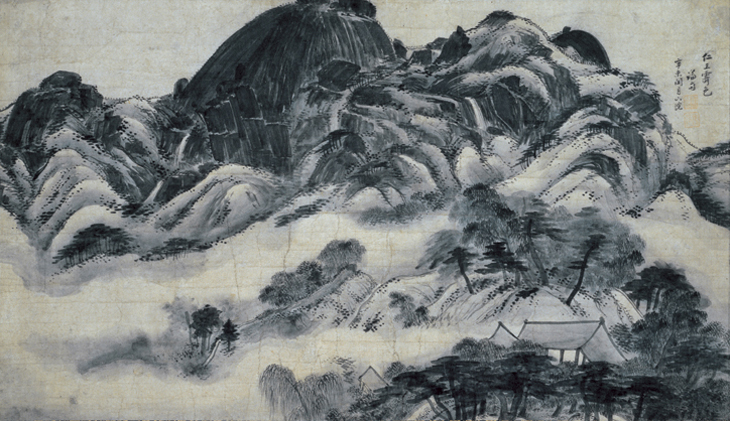
仁王山的雨后 郑敾，公元1676–1759年，朝鲜
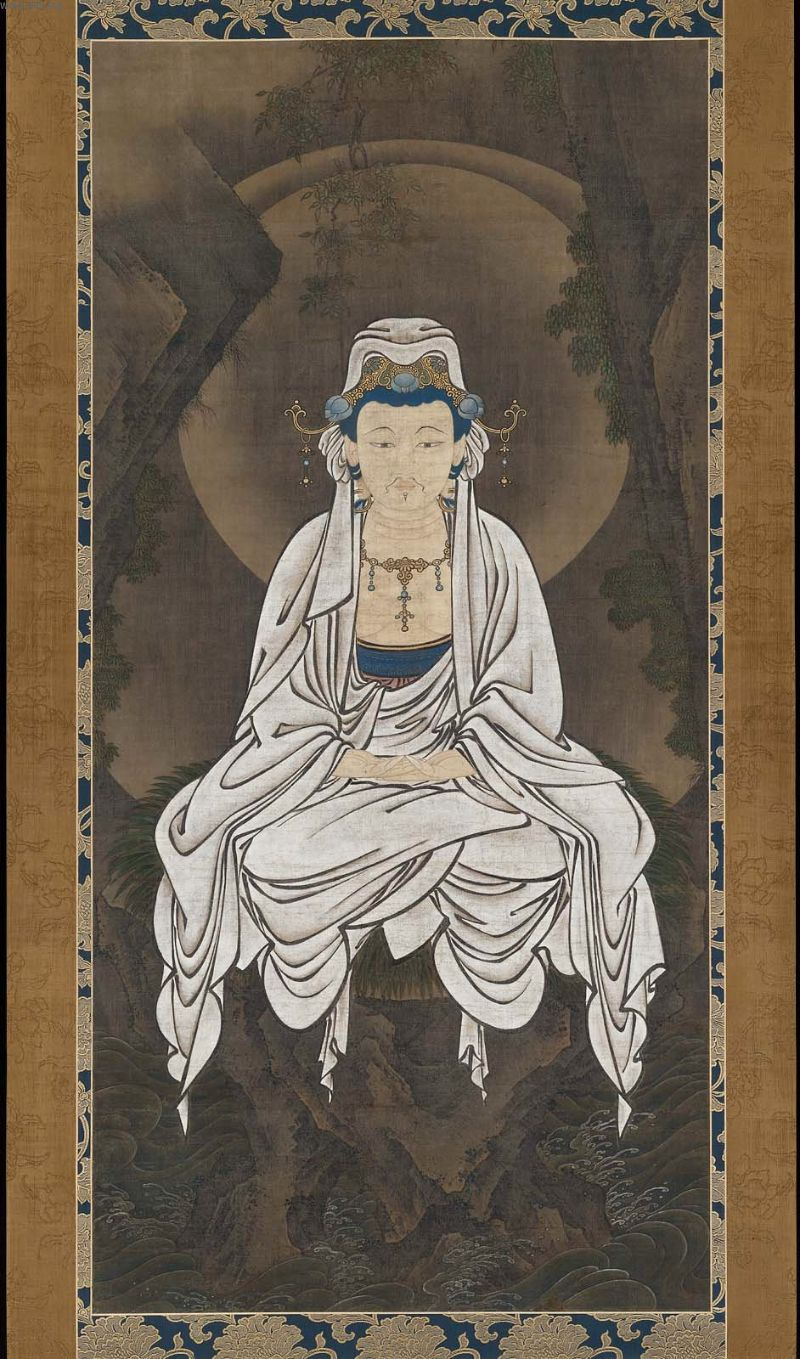
一个穿白袍的观音, 和蔼的菩萨 狩野元信 ，公元1476–1559年，日本
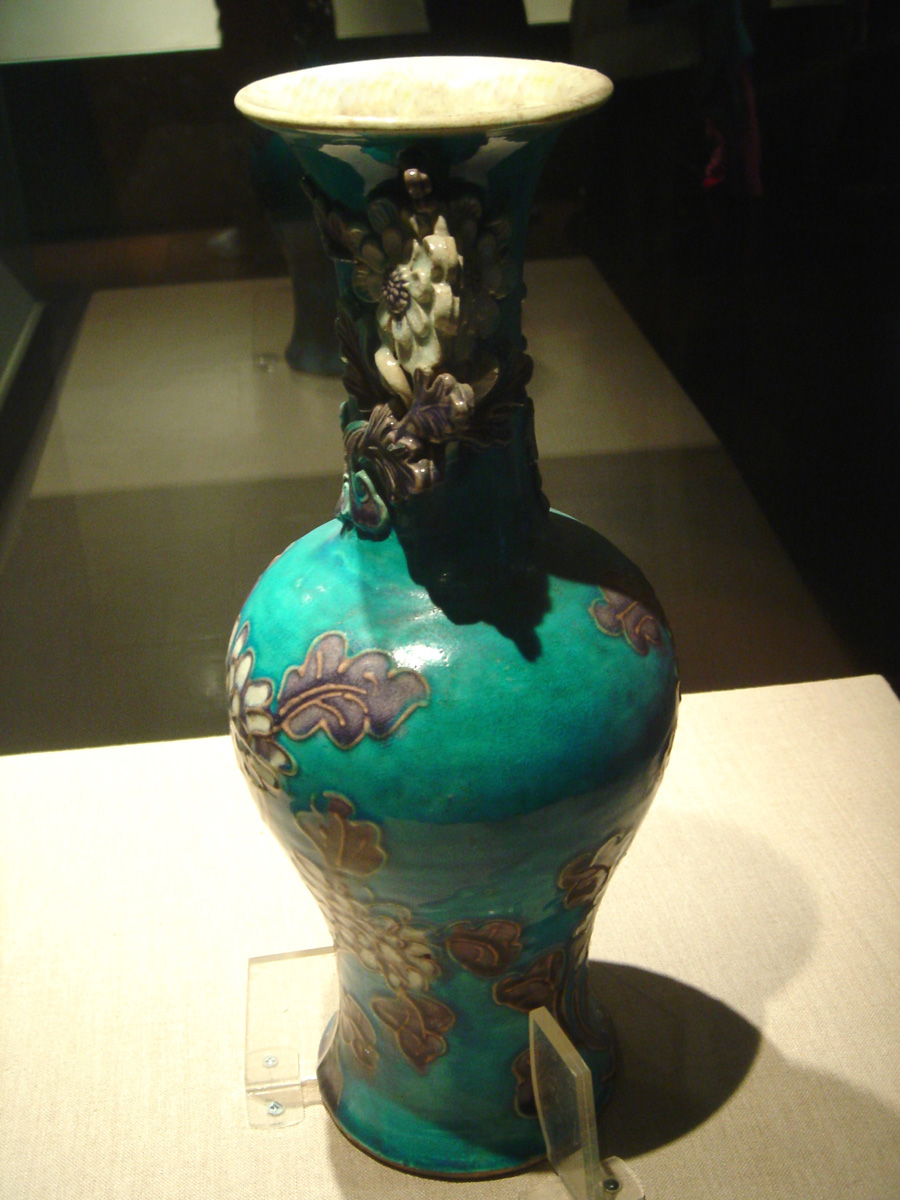
菊花风格的瓷器瓶，明朝，公元1368–1644年，中国
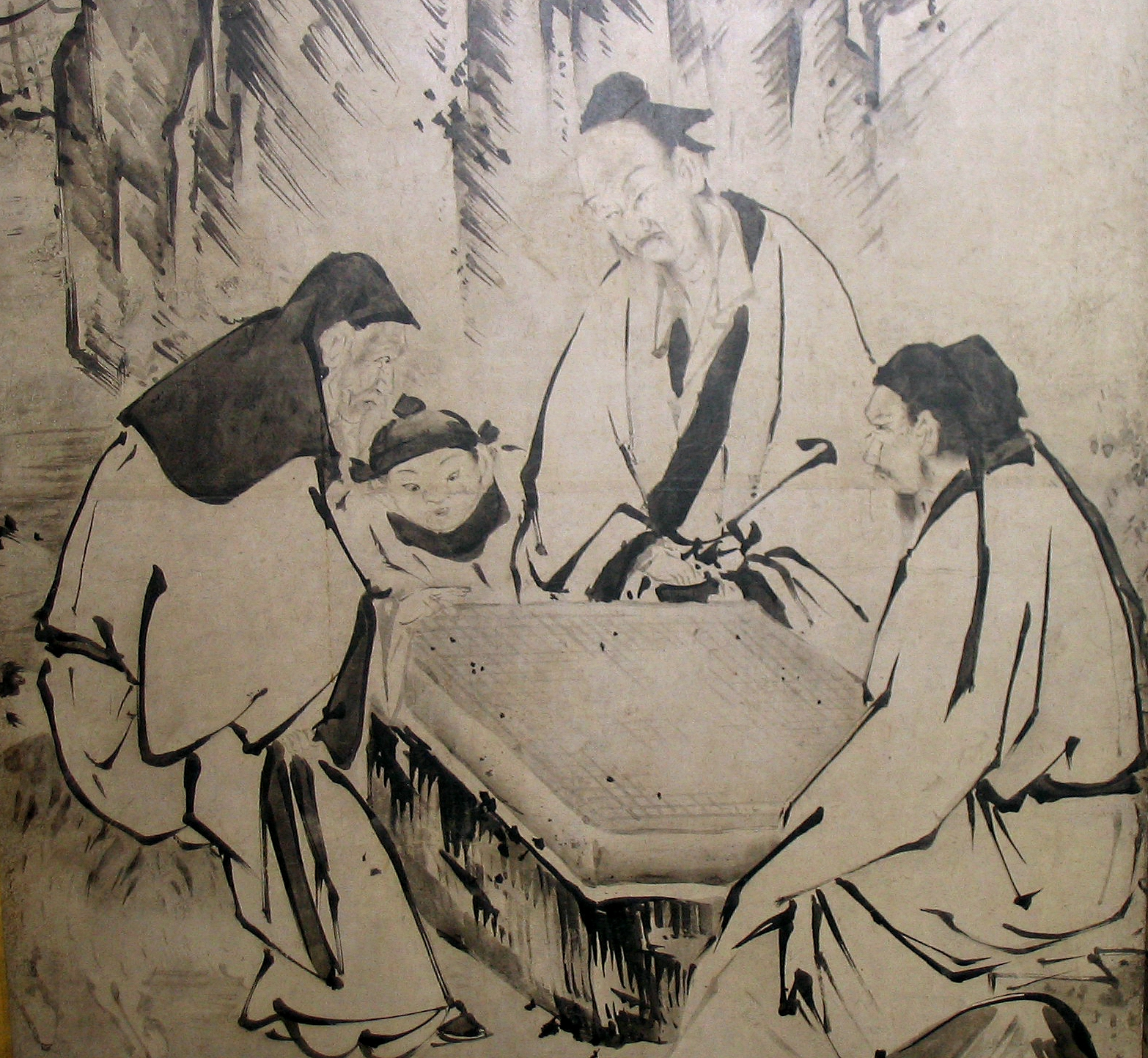
描绘人下围棋的水墨画，狩野永德 ，公元1543–1590，日本
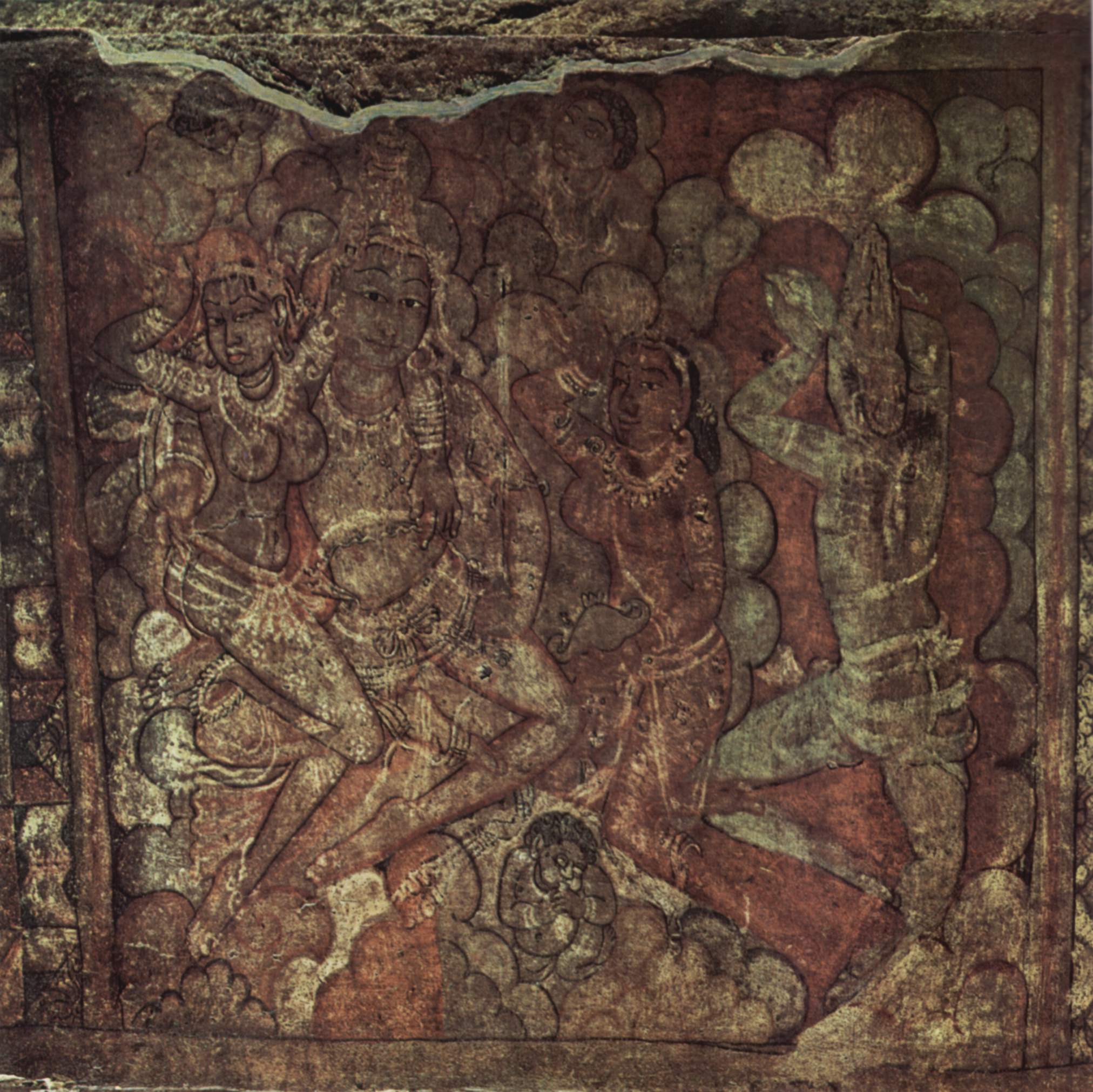
漂浮的舞蹈图像（Floating Figures Dancing,）， 壁畫，大约（Circa）制作于公元850年， 印度
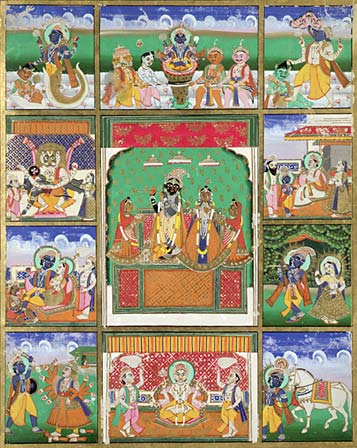
毗湿奴的10个化身 (印度教)，公元19世纪，齋浦爾

### 太平洋群岛艺术
马来西亚艺术家列表

### 其余相关条目
- 绘画中的夜景（亚洲艺术）（英语：Night in paintings (Eastern art)）
- 斯基泰人艺术（英语：Scythian art）
- 風景畫
- 中国美术史
- 宋朝文化
- 明朝绘画（英语：Ming Dynasty painting）
- 唐朝绘画（英语：Tang Dynasty art）
- 漆器
- 曼荼羅
- 翡翠佛陀（英语：Emerald Buddha）
- 漆絵（英语：Urushi-e）
- 释迦牟尼
- 佛教与印度教（英语：Buddhism and Hinduism）

## 相关书目
- . New York: The Metropolitan Museum of Art. 1998  [2017-11-05]. ISBN 0870998501. （原始内容存档于2014-03-17）.
- Welch, Stuart Cary. . New York: The Metropolitan Museum of Art. 1985  [2017-11-05]. ISBN 9780944142134. （原始内容存档于2017-10-03）.
- Fred S. Kleiner. . Boston: Cengage Learning. 2015  [2020-09-29]. ISBN 9781305577800. （原始内容存档于2017-12-01）.
- Johnston, John. . 2008.
- Mehra, Girish N. . Delhi: Vikas Publishing House. 1974.
- Singh, Madanjeet. . New York: Macmillan. 1971.
- Lerner, Martin. . New York: The Metropolitan Museum of Art. 1984  [2017-12-01]. ISBN 0870993747. （原始内容存档于2017-08-26）.
- Kurt Jonassohn; Karin Solveig Björnson. . NJ: Transaction Publishers. 1998年6月30日. ISBN 9781560003144.
- Richard M. Barnhart u.a.: Three Thousand Years of Chinese Painting. New Haven 2002, ISBN 0300094477
- Franca Bedin: Wie erkenne ich chinesische Kunst?. Stuttgart 1987, ISBN 3763019944
- James Cahill: Die Chinesische Malerei. Genf 1960, ASIN B0000BL9NB
- James Cahill: Chinesische Malerei 11-14. Jahrhundert. Hannover 1961, ASIN B0000BH1OW
- Lee Yuan-Yuan and Shen, Sinyan. Chinese Musical Instruments (Chinese Music Monograph Series). 1999. Chinese Music Society of North America Press. ISBN 1-880464039
- Lilian Chi u.a.: A Dictionary of Chinese Ceramics. Singapur 2003, ISBN 9810460236
- Craig Clunas: Art in China. Oxford 1997, ISBN 0192842072
- Salvatore Diglio: Urban Development and Historic Heritage Protection in Shanghai. in: Fabio Maniscalco (Hrsg.): Web Journal on Cultural Patrimony. Napoli 1.2006. ISSN 1827-8868
- Shen, Sinyan. China:  A Journey into Its Musical Art (Chinese Music Monograph Series). 2001. Chinese Music Society of North America Press. ISBN 1-880464071
- Shen, Sinyan. Chinese Music in the 20th Century (Chinese Music Monograph Series). 2001. Chinese Music Society of North America Press. ISBN 1-880464047
- Eugen Feifel: Geschichte der chinesischen Literatur. Darmstadt 1959, ASIN B0000BLWK8
- Prudence Oliver Harper: China. Dawn Of A Golden Age (200-750 AD). New Haven 2004, ISBN 0300104871
- Gloria und Robert Mascarelli: The Ceramics of China, 5000 BC to 1900 AD. Lancaster PA 2003, ISBN 0764318438.
- Gerhard Pommeranz-Liedtke: Chinesisches Kunstschaffen - Gegenwart und Tradition. Berlin 1954, ASIN B0000BMFSI
- Helwig Schmidt-Glintzer: Geschichte der chinesischen Literatur. München 1999, ISBN 3406453376
- Peter Charles Sturman: Mi Fu: Style and the Art of Calligraphy in Northern Song China. New Haven 2004, ISBN 0300104871
- Renée Violet: Einführung in die Kunst Chinas. Leipzig 1986, ISBN 3363000901
- Watson, W., The Arts of China to AD 1900 (Yale University Press, 1995).
- William Watson: The Arts of China to AD 900. New Haven 1995, ISBN 0300059892
- Gupta, S. P., & Asthana, S. P. (2007). Elements of Indian art: Including temple architecture, iconography & iconometry. New Delhi: Indraprastha Museum of Art and Archaeology.
- Gupta, S. P., & Shastri Indo-Canadian Institute. (2011). The roots of Indian art: A detailed study of the formative period of Indian art and architecture, third and second centuries B.C., Mauryan and late Mauryan. Delhi: B.R. Publishing Corporation.
- Abanindranath Tagore. . Indian Society of Oriental Art, Calcutta. 1914  [2017-12-01]. （原始内容存档于2017-12-01）.
- Kossak, Steven. . New York: The Metropolitan Museum of Art. 1997  [2017-12-01]. ISBN 0870997831. （原始内容存档于2015-09-04）. (see index: pages 148-152)
- Lerner, Martin. . New York: The Metropolitan Museum of Art. 1984  [2017-12-01]. ISBN 0870993747. （原始内容存档于2017-08-26）. fully online
- Smith, Vincent A. . The Clarendon Press, Oxford. 1930.
- Welch, Stuart Cary. . New York: The Metropolitan Museum of Art. 1985  [2017-11-05]. ISBN 9780944142134. （原始内容存档于2017-10-03）. fully online
- Lonely Planet; Dunston; Carter, , Lonely Planet, 2008, ISBN 1741046092

- Zayd, Nasr Abu, , Amsterdam University Press, 2006, ISBN 905356828X

- Herbermann, Charles George,  3, Cosmo Publications, 2005, ISBN 8177559281
- 任繼愈, , 福建教育出版社, 2002, ISBN 905356828X
- Yahaghi, Mohammad Jafar, , Journal of Qur'anic Studies, 2002, 4 (2): 105–109
- People of the same heart: The social world of the Kenyah Badeng. Rita Armstrong, 1991. PhD Thesis, Dept of Anthropology, University of Sydney
- Anak Agung Djelantik, " Balinese Paintings," Oxford University Press (1990)
- Christopher Hill, "Survival and Change: Three Generations of Balinese Painters," Pandanus Books (2006)
- Hildred Geertz, Images of Power: Balinese Paintings Made for Gregory Bateson and Margaret Mead, University of Hawaii Press (1994)
- Neka, Sutedja and Kam, Garrett, "The Development of Painting in Bali — Selections from the Neka Art Museum," 2nd edition, Museum Neka Dharma Seni Foundation (2000)
- Taylor, Alison, "Living Traditions in Balinese Painting," The Agung Rai Gallery of Fine Art (1991)
- Mann,Richard I., "Classical Balinese Painting, Nyoman Gunarsa Museum", Book, Illustrated - 2006.
- Tara Sosrowardoyo. . Museum Nasional (Indonesia) (Periplus Editions (HK) Limited). 1998. ISBN 9789625933207.
- Koes Karnadi. . Koes Artbooks. 2006. ISBN 9789798704024.
- Kuncaraningrat. (1985) Javanese culture Singapore: Oxford University Press,
- Kathleen M. Adams. . Honolulu: University of Hawaii Press. 2006. ISBN 978-0-8248-3072-4.
- Calza, Gian Carlo. . Phaidon Press. 2007. ISBN 978-0-7148-4794-8.
- Kanada, Margaret Miller. . Shufunomoto. 1989  [2017-12-01]. ISBN 978-4-07-975316-6. （原始内容存档于2017-03-24）.
- Lane, Richard. . Oxford University Press. 1978. ISBN 978-0-19-211447-1.
- Schaap, Robert, A Brush with Animals, Japanese Paintings, 1700-1950, Bergeijk, Society for Japanese Arts & Hotei Publishing, 2007. ISBN 978-90-70216-07-8
- Schaarschmidt Richte.  Japanese Modern Art Painting From 1910 . Edition Stemmle. ISBN 3-908161-85-1
- . New York: The Metropolitan Museum of Art. 1975  [2017-12-01]. ISBN 9780870991257. （原始内容存档于2017-11-22）.
- Miller, Terry E. . Greenwood Press. 1985. ISBN 0-313-24765-X.
- Beal (1871). Catena of Buddhist Scriptures from the Chinese, London, Trübner
- Lowenstein, Tom (1996). The Vision of the Buddha, Boston: Little Brown, ISBN 1-903296-91-9
- Schopen, G. "The inscription on the Kusan image of Amitabha and the character of the early Mahayana in India", Journal of the International Association of Buddhist Studies 10, 1990
- Suzuki, D. T. (1908). Outline of Mahayana Buddhism,  Open Court, Chicago
- Walser, Joseph (2007). The origin of the Term Mahayana and its relationship to the Agamas, Journal of the International Association of Buddhist Studies 30 (1-2), 219-252
- Stevenson, John; Guy, John. . Art Media Resources. 1997: 432. ISBN 978-1-878529-22-0.
- Truong, Philippe. . MFA Publications. 2008: 272. ISBN 978-0-87846-717-4.
- Honda, Hiromu; Shimazu, Noriki. . Oxford: Oxford University Press. 1993: 240. ISBN 978-0-19-588607-8.

## 相关链接
- Chinese Art and Galleries（页面存档备份，存于） at China Online Museum
- Asian Art（页面存档备份，存于） at the Metropolitan Museum of Art
- Freer Gallery of Art and Arthur M. Sackler Gallery at the Smithsonian Institution（页面存档备份，存于）
- 婆羅浮屠考古学和建筑学
- 澳大利亚国立大学关于婆羅浮屠研究项目（页面存档备份，存于）
- Kenyah Uma Vaha website（页面存档备份，存于）
- Balinese Art from 1800 - 2012Archive.today的存檔，存档日期2013-02-04 - Adrian Vickers' book Balinese Art Paintings and Drawings of Bali 1800 - 2010
- Balinese Art - Australian Museum（页面存档备份，存于） - Balinese Art - Australian Museum
- Indonesian Arts, Facts and Details（页面存档备份，存于）
- Indonesian Visual Arts Archive（页面存档备份，存于）
- The Vision and Art of Shinjo Ito（页面存档备份，存于）: Sculptures, calligraphy, photographs of a buddhist Great Master (Grand Acharya)
- Japanese Prints（页面存档备份，存于） by John Gould Fletcher
- Tokyo National Museum: Photographs from Japan Collection. Comprehensive collection from all periods.
- . 金边国家博物馆（英语：National Museum of Cambodia）.   [2015-03-13]. （原始内容存档于2015-03-12）.
- 日本浮世繪——入門篇 | 日本文化物語（页面存档备份，存于）
- "History of Japanese Art"（页面存档备份，存于） Lecture at the Tokyo School of Fine Arts by Okakura Kakuzo (English Translation)
- Japan Cultural Profile - national cultural portal for Japan created by Visiting Arts/Japan Foundation
- Online Exhibition of Korean Art（页面存档备份，存于）
- Online Gallery introducing North Korean painters
- The Art of Korean Potters
- Overview of Rarer Korean artforms（页面存档备份，存于）
- Cultural Assets of Korea
- The traditional music of Laos（页面存档备份，存于）
- Culture, religions and festivals of Nepal
- Image gallery of the construction of a five-and-a-half foot Medicine Buddha sand mandala（页面存档备份，存于）
- Time-lapse photography of sand mandala（页面存档备份，存于）
- Digital Dictionary of Buddhism（页面存档备份，存于）
- Comparison of Buddhist Traditions (Mahayana - Therevada - Tibetan)（页面存档备份，存于）
- The Mahayana Mahaparinirvana Sutra: complete text and analysis.（页面存档备份，存于）
- The Bodhisattva Ideal in Theravāda Theory and Practice（页面存档备份，存于） by Jeffrey Samuels
- Evolution of Vietnamese pottery